# Mexiko
Mexiko, plným názvem Spojené státy mexické, španělsky Estados Unidos Mexicanos, je federativní republika na americkém kontinentě. Geograficky se nachází drtivou většinou území v Severní Americe, geopoliticky bývá ale často řazeno mezi státy Střední Ameriky.
Na severu hraničí se Spojenými státy, na jihu s Guatemalou a Belize. Ze západu jsou břehy Mexika omývány Tichým oceánem, východní pobřeží je tvořeno Mexickým zálivem a na jihovýchodě Karibským mořem. Mexiko má rozlohu 1 972 550 kilometrů čtverečních a přibližně 128 milionů obyvatel, což z něj činí 13. největší zemi na světě podle rozlohy a 10. nejlidnatější stát planety. Jde rovněž o největší španělsky mluvící zemi světa. Je to federace skládající se z 31 států a samostatné jednotky Ciudad de México, hlavního a také největšího města. Mezi další významná města patří Guadalajara, Monterrey, Puebla, Toluca, Tijuana, Ciudad Juárez a León.
Dějiny Mexika jsou velmi starobylé, rozvinuté civilizace se zde nacházely již tisíce let před naším letopočtem. K nejslavnějším patří civilizace mayská a aztécká. V 16. století proběhla španělská kolonizace. Mexiko se stalo nezávislým státem po úspěšné mexické válce za nezávislost v roce 1821. Brzy následovaly velké územní ztráty ve prospěch Spojených států amerických, na severu Mexika, ovšem tyto oblasti byly obydleny jen velmi řídce, centrum země se vždy nacházelo na jihu. Dalším politickým přeryvem byly reformy, které poskytovaly ochranu domorodým komunitám a omezovaly moc armády a církve a které byly zakotveny v ústavě z roku 1857. Ty vyvolaly francouzskou intervenci. Cizí nadvláda byla odvržena v roce 1867. Deset let poté moc na tři dekády uzmul diktátor Porfirio Díaz. Toho svrhla mexická revoluce v roce 1910, jež je dodnes základním pilířem mexické národní identity. Revoluční peripetie nakonec vyústily v roce 1929 k vytvoření Institucionální revoluční strany, která Mexiko ovládala až do roku 2000.
V žebříčku indexu lidského rozvoje se Mexiko nachází až na 76. místě na světě, což vede k tomu, že je na něj často pohlíženo jako na rozvojovou zemi, nicméně jde o 16. největší ekonomiku na světě podle nominálního HDP a 11. největší podle HDP v paritě kupní síly. Mexiko bývá tudíž označováno za regionální velmoc, nebo dokonce potenciální velmoc světovou. Největším ekonomickým partnerem jsou Spojené státy, s nimi a Kanadou Mexiko vytvořilo i zónu volného obchodu, ale vztahy s mocným severním sousedem jsou často také konfliktní, nejen historicky, ale i kvůli řadě současných problémů (např. nelegální migrace). K největším problémům mexické společnosti patří velká sociální nerovnost, značná míra chudoby a rozsáhlá kriminalita, zejména drogová – od roku 2006 vedl konflikt mezi vládou a drogovými kartely ke smrti více než 120 000 osob.

## Historie

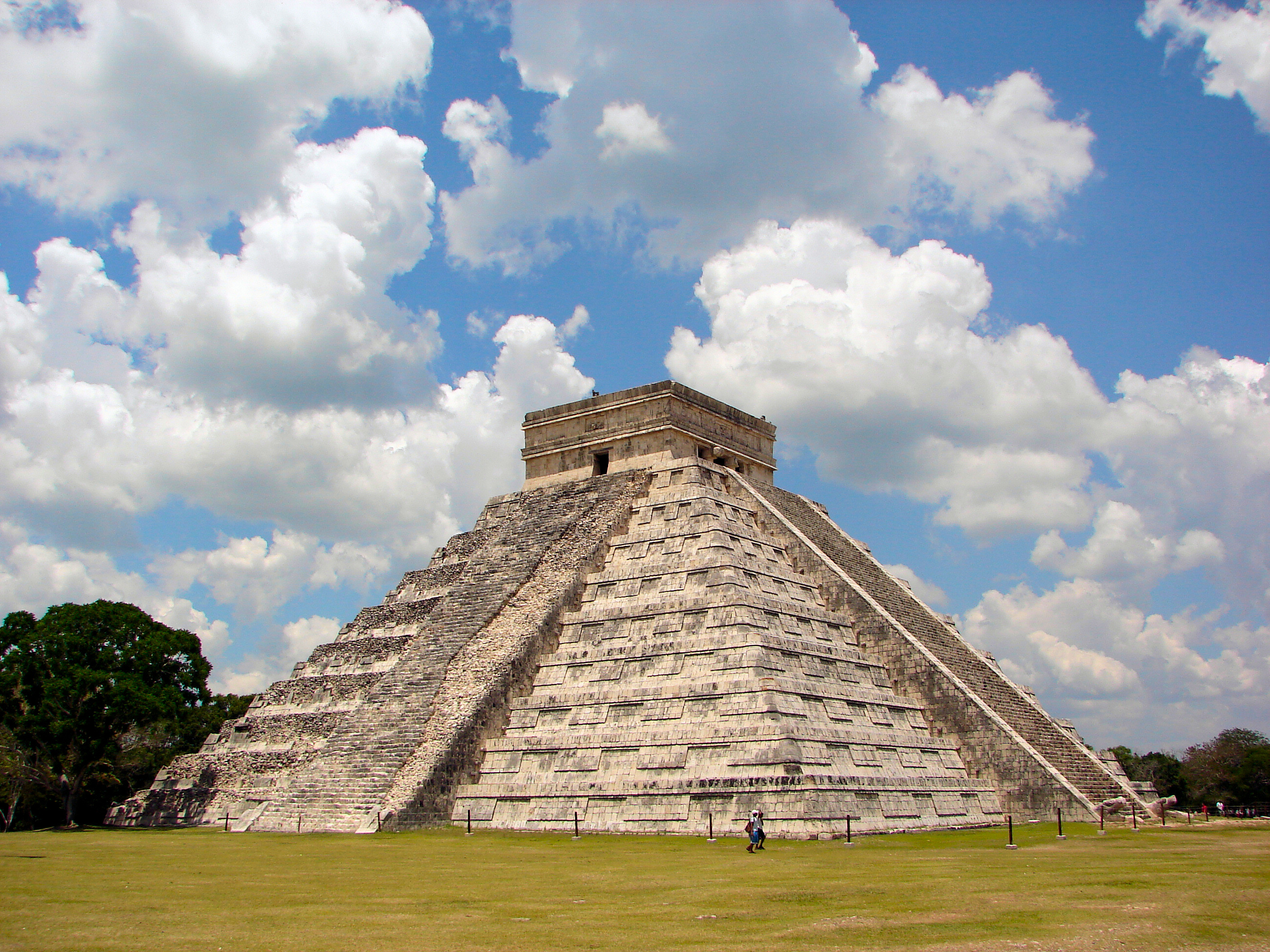
Pyramida v předkolumbovském městě Chichén Itzá

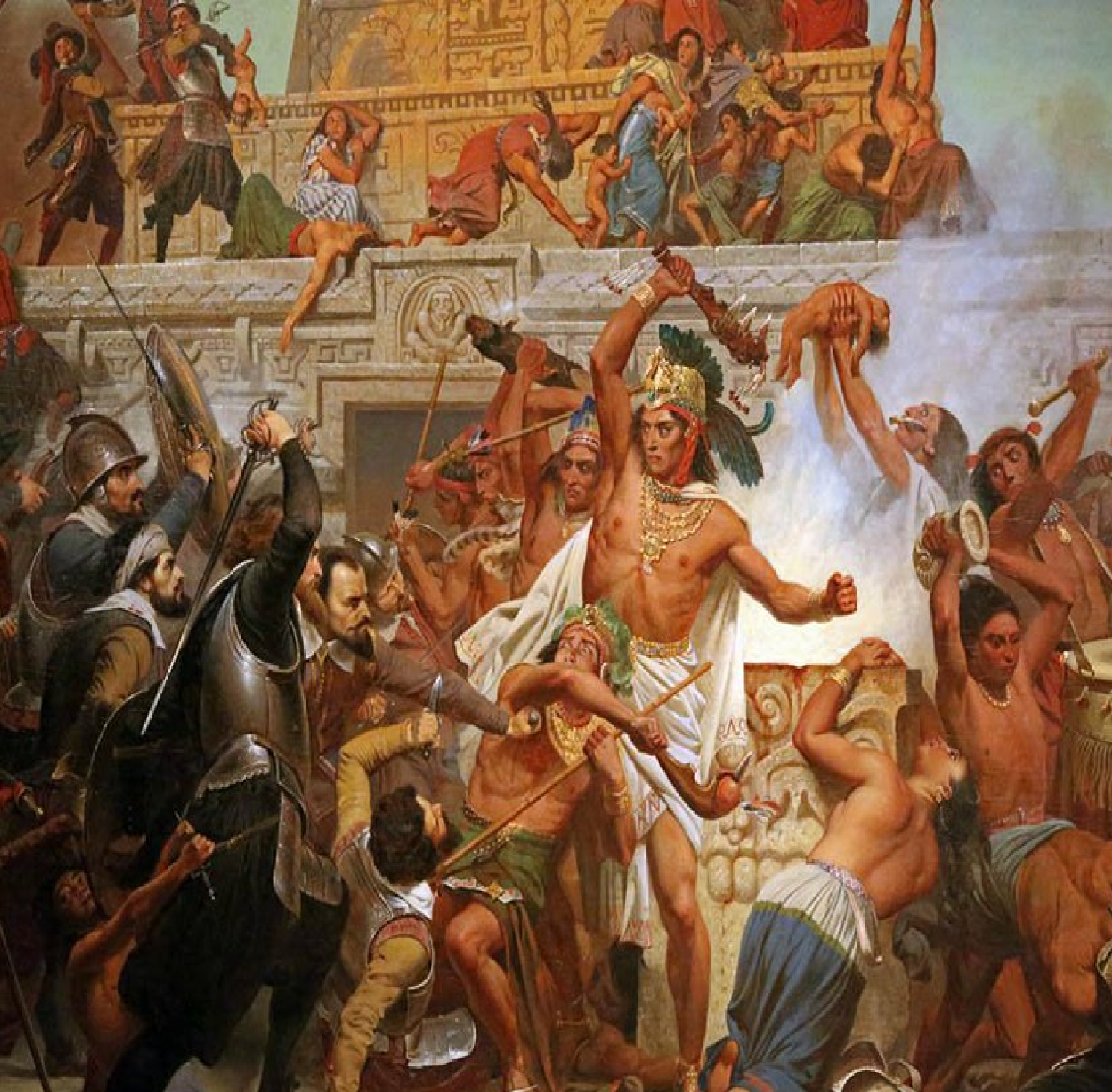
Hernán Cortés zatýká posledního aztéckého krále Moctezumu II.(obraz Jana Karla Donata Van Beecqa)

Oblasti dnešního Mexika byly osídleny člověkem podle archeologických nálezů před asi 25 000 až 30 000 lety. Kolem roku 2500 př. n. l. se objevuje nejstarší mexická keramika. Za první mexickou civilizaci vůbec je považována olmécká kultura. Olmékové obývali především území kolem dnešního města Veracruz a v oblasti Tabasco. Kolem roku 200 př. n. l. bylo založeno město Teotihuacán, které plnilo funkce náboženského a kulturního centra pozdní olmécké kultury a patřilo k nejvýznamnějším městským osídlením v Amerikách. V 8. století mělo 100 až 250 tisíc obyvatel. Srdcem města byl komplex několika pyramid, z nichž byly nejdůležitější pyramidy Slunce a Měsíce. V jižních oblastech poloostrova Yucatánu se kolem 2. tisíciletí př. n. l. objevila další civilizace – Mayů, všeobecně považována za nejvyspělejší civilizaci předkolumbovské Ameriky s vysokou úrovní matematiky, kalendářem a logosylabickým písmem. Jedna ze silných etap této civilizace je spjata s příchodem Toltéků. Centrem toltécko-mayské civilizace se stalo město Chichén Itzá, se známou Kukulkánovou pyramidou. Konečně se v oblasti dnešního Mexika objevili na počátku 14. století Aztékové, kteří kolem roku 1325 založili město Tenochtitlán na ostrovech jezera Texcoco. Aztécká společnost byla charakterizována důrazem na roli náboženství (a kněží) a silnou orientací na válku a expanzi. Tyto dva jevy byly spojené, jelikož významným aztéckým bohem byl Huitzilopochtli, jenž vyžadoval lidské oběti.
Po příchodu Evropanů dobyl mezi roky 1519 a 1521 španělský conquistador Hernán Cortés Aztéckou říši. Záhy poté obrátili Španělé pozornost na ostatní indiánské státy v oblasti. Roku 1530 Španělé ovládli dřívějšího aztéckého konkurenta Taraskánské království, v letech 1523–1697 dobyli a rozvrátili všechny mayské státy na jihu Mexika, jakkoli vrchol měla mayská civilizace už dávno za sebou, konec jejího klasického období bývá datován k roku 950.
První generace conquistadorů, často velmi násilných, byla postupně nahrazena novým systémem koloniální správy v podobě místokrálovství, generálních kapitanátů a audiencií. Systém encomiendy byl nahrazen repartiementem a konečně haciendou, orientovanou na produkci koloniálního zboží. V roce 1535 založili Španělé svoji kolonii Nové Španělsko s hlavním městem Ciudad de México na místě hlavního aztéckého města Tenochtitlán přímo na území vysušeného jezera. Katolická církev silně působila na domorodé obyvatelstvo a sehrávala centrální roli v rodící se společnosti. Koloniální expanze pokračovala během celého 16. a 17. století, a to především směrem na sever do oblastí dnešních Spojených států a dále na jih do Střední Ameriky. Součástí Nového Španělska byla i Španělská Východní Indie, mezi Manilou a Acapulcem fungovala tzv. manilská galeona, která dovážela zboží z asijského Dálného východu do Ameriky a následně se dostávalo do Španělska. Koloniální společnost charakterizovalo rasově založené a segregační rozdělení společnosti na Republiku Španělů a Republiku indiánů. V obou platily rozdílné zákony a Republika indiánů byla ve všem podřízena republice Španělů.

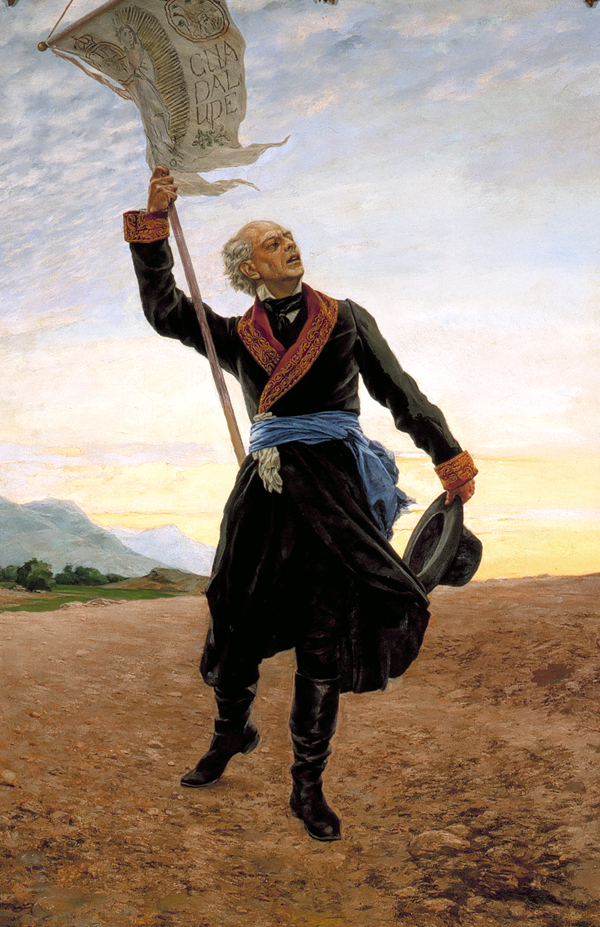
Miguel Hidalgo, hrdina války za nezávislost

V první fázi kolonizace se Španělé soustředili na těžbu drahých kovů. Naleziště v Zacatecas (1548) poskytovalo Španělům obrovské množství stříbra, ale na jeho ochranu bylo nutné vynakládat nemalé úsilí, jelikož v oblasti žili nepřátelští Chichimékové, kteří přepadali španělské konvoje se stříbrem a ohrožovali španělské doly. V letech 1650–1750 však došlo k úpadku těžby stříbra, v důsledku převahy konkurenční těžby v Peru. S tím přišel v 17. století celkový úpadek. Na něj se koloniální správa snažila v 18. století reagovat osvícenskými reformami – vznikly nové správní jednotky nazvané intendencie (1786) v čele s intendantem, který měl šířit technologické novinky. Španělsko však celkově v Evropě zaostávalo a vyklízelo své pozice. Místní mexické elity se postupně přeorientovaly na Francii a Británii. V roce 1810 vznikla ve městě Queretáru spiklenecká junta, jejímž cílem bylo připravit povstání proti Španělům. K juntě se mimo kreolských politiků a úředníků přidal také kněz Miguel Hidalgo y Costilla. 16. září 1810 vydal manifest nazvaný Provolání z Dolores (Grito de Dolores), jímž vyhlásil válku za nezávislost. Hidalgo byl popraven, ale místním elitám se nakonec podařilo nadvládu Evropanů setřást. Uvažovalo se sice o možnosti, že by se do čela nově vzniklé monarchie postavil opět španělský rod, ale generál Agustín de Iturbide využil svoje postavení a podporu v armádě a prohlásil se prvním mexickým císařem. Vůči němu se však zdvihla silná republikánská opozice vedená Antonio Lopézem de Santa Anna a Iturbe v roce 1824 skončil na popravišti. Vznikla republika a jejím prvním prezidentem byl jmenován Guadalupe Victoria. Klíčovou osobností republiky zůstal Lopéz.
Situace republiky však byla těžká. Evropské mocnosti ji neuznávaly, severní a jižní oblasti žádaly odtržení, jichž také dosahovaly (jih již na počátku republiky, vznikla takto Federativní republika Střední Ameriky, Texas vyhlásil nezávislost roku 1836) a puč střídal puč – sám Lopéz se do úřadu desetkrát vrátil, často právě pučem, a vládl v zásadě jako diktátor. Krize vyvrcholila v roce 1846, kdy vyhlásily Spojené státy americké Mexiku válku, jejímž cílem bylo začlenění severních provincií Mexika do USA. Ani v tomto konfliktu (mexicko-americká válka) nebylo Mexiko úspěšné a v jeho důsledku ztratilo velká území na severu (jako Horní Kalifornie, Nové Mexiko a další).

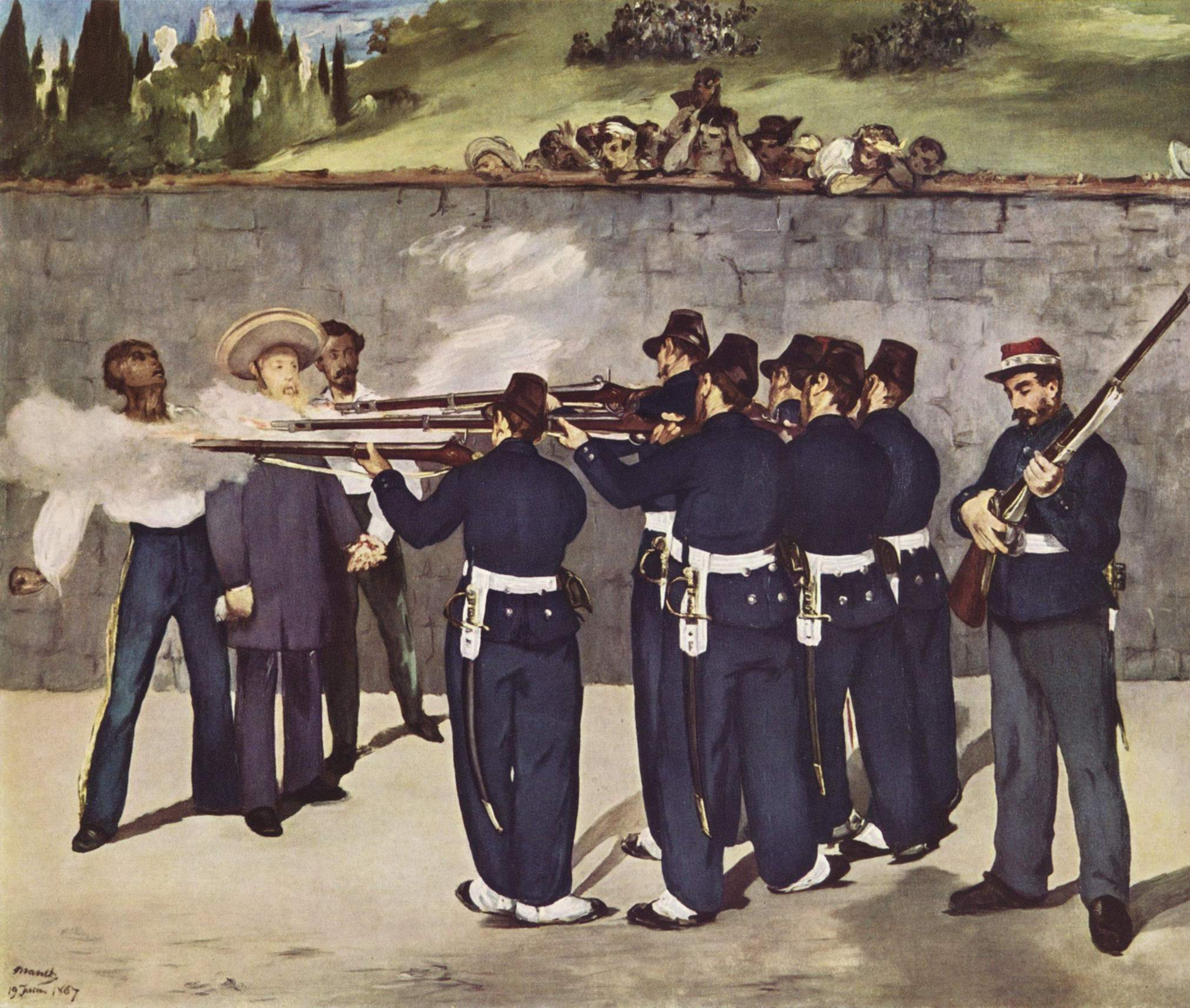
Poprava císaře Maxmiliána na obraze Édouarda Maneta

Porážka Mexika v roce 1847 dala vzejít tzv. druhé republice a zejména posílila liberální opozici vůči lopézovskému režimu. Nakonec se liberálové dostali v roce 1855 k vládě. Jejich nová ústava z roku 1857 však vyvolala velký odpor v církvi a vůbec v konzervativním táboře. Odsoudil ji i papež Pius IX. Záhy vypukla tříletá občanská válka. Republikány vedl Benito Juárez, první prezident v Americe indiánského původu. Konzervativci se rozhodli svrhnout republiku a nahradit ji konstituční monarchií. Podporu hledali zvláště na francouzském dvoře, u Napoleona III. Záminkou pro intervenci Evropanů byly mexické dluhy. V Mexiku se vylodila vojska „věřitelských států“ Velké Británie, Španělska a Francie, ale Britové a Španělé se nakonec stáhli. Francouzi dobyli většinu území, republiku svrhli a našli pro Mexiko panovníka – bratra rakouského císaře Františka Josefa I. arcivévodu Ferdinanda Maxmiliána. Francouzská intervence v Mexiku se ale nelíbila Spojeným státům, protože se jednalo o porušení Monroeovy doktríny. Ty tak začaly podporovat Juaréze, který se uchytil na severu země. Ferdinand Maxmilián nakonec ztratil přízeň i Napoleona III. kterého začala trápit rostoucí moc Pruska v Evropě a z Mexika stáhl všechna svá vojska. Osud císaře byl tragický. V roce 1867 byl v Queretáru zajat a popraven.
Roku 1867 tak vznikla třetí republika. Zpočátku byla značně liberální, avšak v roce 1877 se prezidentem stal Porfirio Díaz, kterému, ač liberálovi, se zdařilo získat podporu konzervativních zástupců církve, velkostatkářů, armády a zahraničního (především amerického) kapitálu, který v této době intenzivně investoval v Mexiku do těžby ropy a stavby železnic. Církev opět získala vliv nad mexickým školstvím. Díaz vládl nepřetržitě 27 let, v zásadě diktátorským způsobem. Jeho politika byla ekonomicky liberální, politicky konzervativní a usilující o industrializaci. Tato éra bývá nazývána porfiriát. Na začátku 20. století se ale proti Díazovi a jeho stoupencům zformovala nová liberální a postupně i socialistická opozice. Díaz veřejně přislíbil demokratické volby, ve kterých nebude kandidovat. Slib však nesplnil a favorita voleb vykázal do Evropy. To zapůsobilo jako rozbuška. Opozice vyhlásila 20. listopadu 1910 povstání. Tím byla zahájena mexická revoluce. Do jejího čela se postavil Francisco Madero, který bývá označován za liberála, avšak k jeho rétorice patřil i boj proti zahraničnímu kapitálu a pozemková reforma. Revoluční jednotky poměrně rychle a snadno zvítězily. V květnu 1911 byl Madero zvolen novým prezidentem.

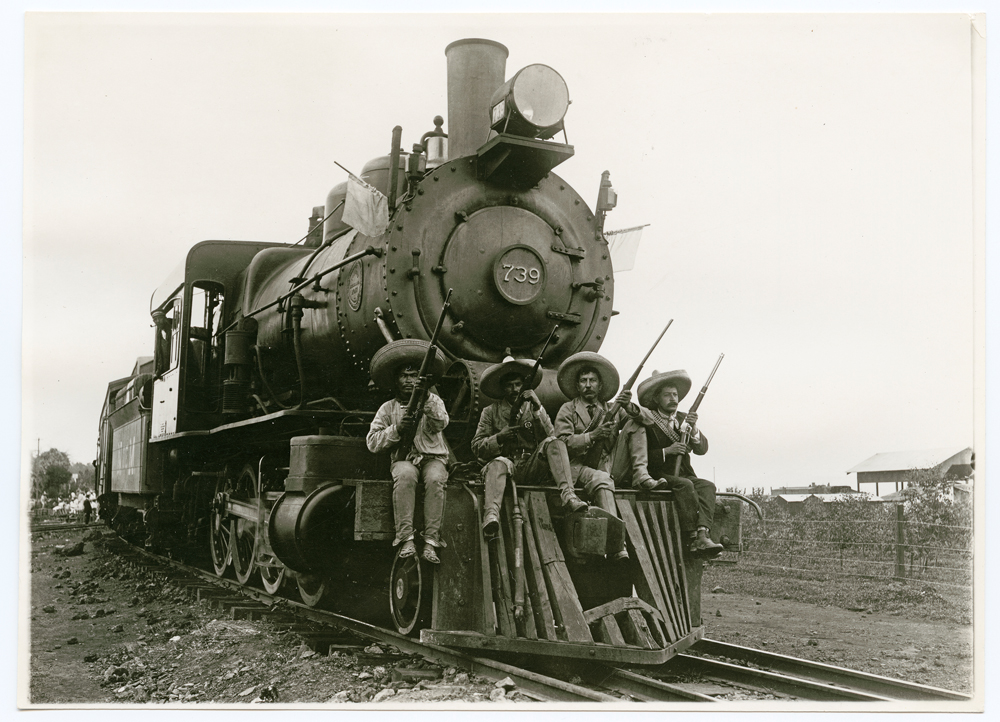
Bojovníci Mexické revoluce

Madero se pokusil v čele země realizovat pozemkovou reformu, avšak čelil kritice zprava i zleva. Nakonec ho smetl pravicový vojenský převrat. Začátkem roku 1913 byl zavražděn, a to na příkaz vojáka a konzervativního politika Victoriano Huerty. Ten se také postavil do čela země. Odpor proti Huertovi je považován za druhou fázi revoluce. Opozice měla tentokrát více center. Jednomu dominoval guvernér státu Coahuila Venustiano Carranza (tzv. Konstitucionální armáda), dalšímu voják Álvaro Obregón a levicovým skupinám velel Pancho Villa. Další centrum bylo na jihu země, zde rolnické povstalce vedl Emiliano Zapata. Huerta měl podporu Spojených států amerických, které v roce 1914 v jeho prospěch vojensky intervenovaly (okupace Veracruzu). Vměšování Američanů vzbudilo nevoli v celé zemi a spíše sjednotilo protihuertovskou opozici. Huerta tlaku povstalců odolával do roku 1914, poté prchl do USA.
Mezi protihuertovskou opozicí však ihned začaly ozbrojené střety. Zapata uzavřel spojenectví s Villou a zahájil boj proti Carranzovi s Obregónem. Levice ovládla načas i Ciudad de México. Carranza se však spojil s dělnickým hnutím a odbory (tzv. rudými pluky) a v roce 1916 byli Zapata s Villou poraženi. V roce 1917 pak byla ve městě Santiago de Querétaro přijata nová Ústava, která část půdy předala malým rolníkům, dala sociální práva zejména dělníkům (osmihodinová pracovní doba atp.) a zakazovala cizincům nabývat v Mexiku majetek.
Poté však začaly spory i mezi Carranzou a Obregónem. Carranza byl zvolen prezidentem, zatímco Obregón se cítil upozaděný. V roce 1920 měli proti sobě kandidovat na prezidenta, avšak Obregón ještě před volbami (údajně kvůli obavám z volebních machinací) provedl vojenský převrat, během nějž byl Carranza obregonovci zavražděn. Obregón se ujal prezidentského úřadu. Svým ekonomickým nacionalismem výrazně zhoršil vztahy s USA, avšak ty se mu kolem roku 1923 podařilo urovnat. Trvale zlé byly naopak vztahy s Vatikánem, kterému se nelíbilo, že Ústava z roku 1917 provedla jednostrannou odluku státu a církve, omezila přístup katolické církve do škol a také k majetku. Vatikán svou kritiku, na rozdíl od USA, stále zesiloval, což vedlo ke vzniku hnutí radikálních katolíků, zejména na venkově (tzv. cristeros). Povstání kristerů mimořádně zesílilo, když roku 1924 vystřídal Obregóna v prezidentském úřadě další voják Plutarco Elías Calles, který nasadil ještě ostřejší kurz proti katolické církvi. Roku 1927 již odpor cristeros přerostl v regulérní občanskou válku. Obregón v roce 1928 znovu kandidoval na prezidenta, ve volbách vyhrál, ale než mohl do úřadu nastoupit, byl zavražděn katolickým radikálem.

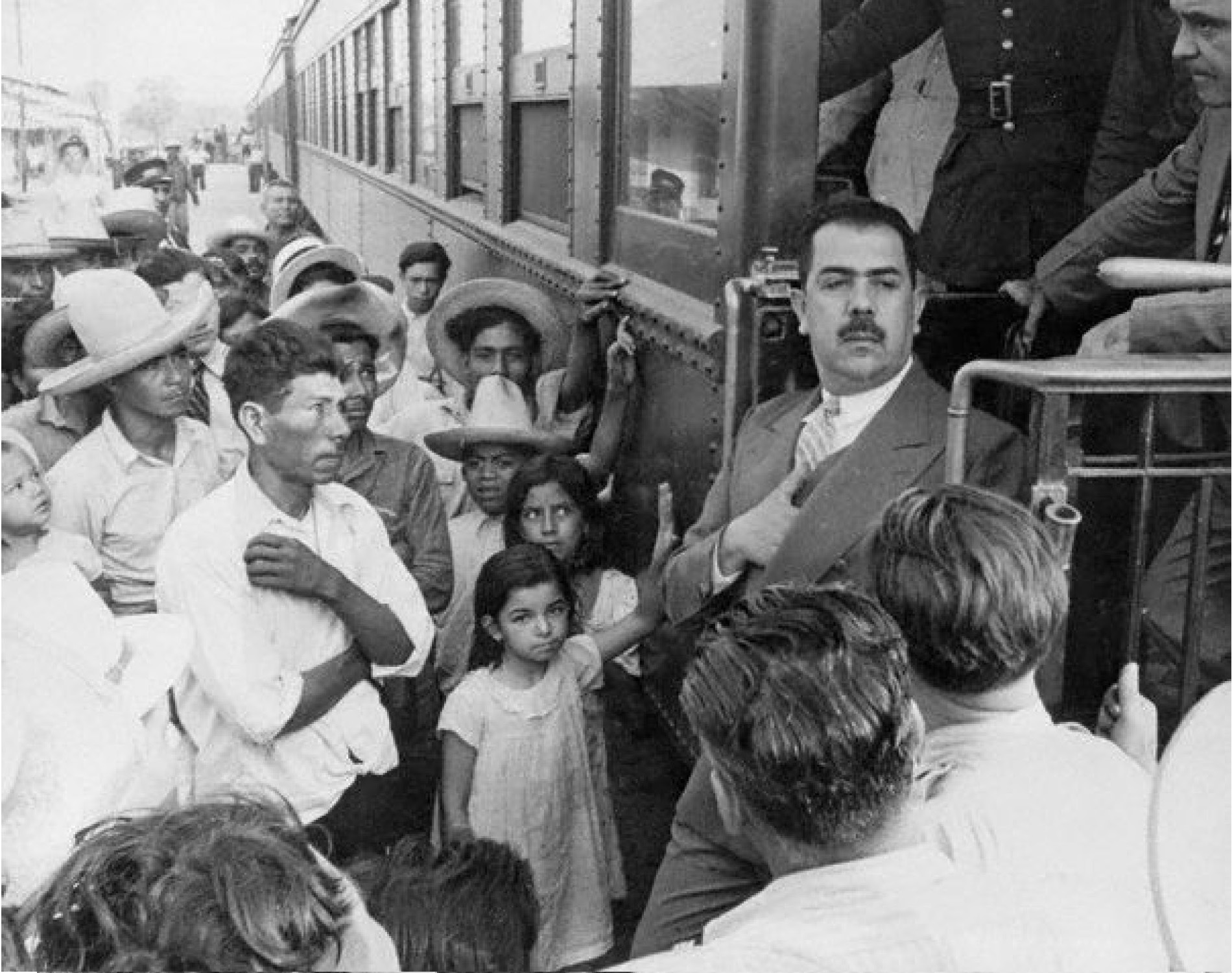
Lázaro Cárdenas určil podobu mexického politického systému na desítky let

Calles založil roku 1929 Národní revoluční stranu (Partido Nacional Revolucionario), jejímž prostřednictvím ovládal Mexiko až do poloviny 30. let, byť prezidenty bylo několik jiných politiků, povětšinou Callesových loutek. V roce 1934 Calles do prezidentského úřadu dosadil Lázaro Cárdenase. Ten však Callesovi rychle přerostl přes hlavu, zbavil ho vlivu a nakonec přinutil k exilu v USA. Roku 1938 Cárdenas přejmenoval svou stranu na Mexickou revoluční stranu (Partido Revolucionario Mexicano). Cárdenas také prohlásil, že nastoluje tzv. „revoluční režim“, čímž měla revoluce „definitivně zvítězit“. Tento výsledek revoluce, tedy režim založený na etatismu, nacionalismu, korporativismu, vládě jedné strany, silném modernizačním étosu, silné roli odborů a určitých vztazích ke komunismu (viz Cárdenasův obdiv k Trockému), trval v Mexiku až do roku 1997.
Systém jedné strany, po druhé světové válce nazývané Institucionální revoluční strana, nebyl demokratický, avšak připsal si řadu úspěchů: odklidil z politiky vliv armády, což se v mnoha jiných latinskoamerických zemích nepovedlo. Země byla silně modernizována a po druhé světové válce zaznamenala ekonomický boom, o kterém se začalo hovořit jako o mexickém zázraku, jakkoli mu pomáhal „doping“ v podobě bohatých ložisek ropy. Postupně ale rostla nespokojenost, a to ze všech stran – liberálům se nelíbilo státní vlastnictví všech klíčových podniků v zemi, radikálním demokratům málo demokracie (dali o sobě vědět prvně při studentských nepokojích roku 1968, které poznamenaly i toho roku pořádanou olympiádu) a nespokojenost rostla i na „druhé straně barikády“, u levicových radikálů na venkově.

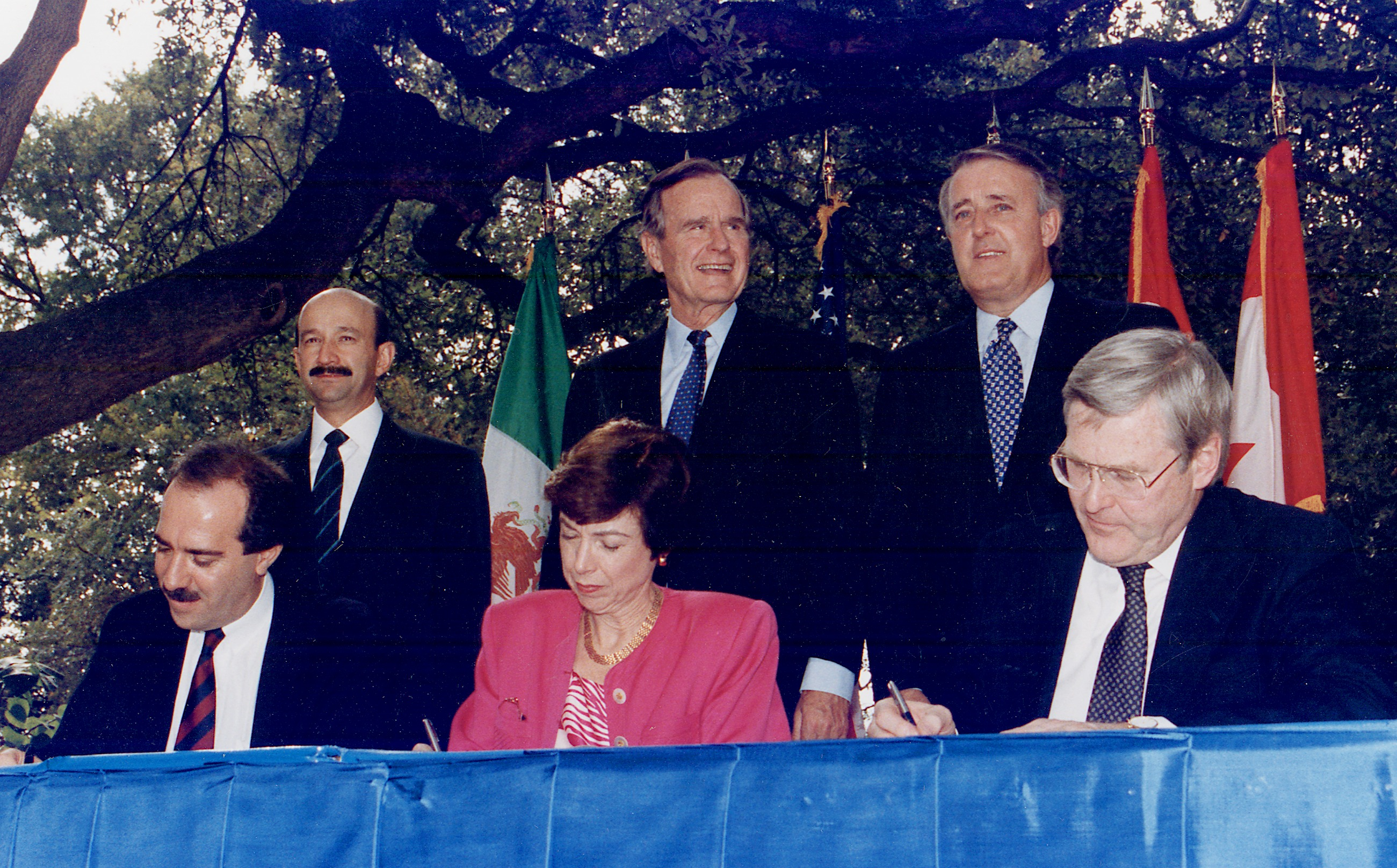
Podpis dohody NAFTA (1994). Stojící zleva: Carlos Salinas, George Bush a Brian Mulroney

Zvláště, když ekonomický zázrak skončil, už kolem roku 1970. Mexiko se nejprve masivně zadlužilo. Poté tvrdě devalvovalo měnu. Krize vyvrcholila v roce 1982. Prezident Miguel de La Madrid (1983–1989) se snažil zlepšit hospodářskou situaci země například přílivem nových investic a drastickým škrtáním státních výdajů. Neoliberální trendy, tehdy velmi módní po celém světě, posílil prezident Carlos Salinas de Gortari (1989–1994). Přistoupil k privatizaci a deregulaci mexického hospodářství. Vrcholem Salinasovy hospodářské politiky bylo přistoupení Mexika k Severoamerické dohodě o volném obchodu (NAFTA) v roce 1994. Podpis smlouvy NAFTA se stal bezprostředním motivem levicového povstání ve státě Chiapas, kde Zapatistická armáda národního osvobození (Ejército Zapatista de Liberación Nacional; EZLN) vyhlásila válku mexickému státu. Zapatisté si nakonec vymohli vznik vlastní autonomní oblasti, mexická vláda rezignovala na vojenské řešení a přijala tento kompromis.
Vládnoucí strana, za vlády prezidenta Ernesta Zedilly (1994–2000), musela udělat kompromisy i jinde. V roce 1997 systém demokratizovala a v roce 2000 byl zvolen první prezident z opoziční strany od roku 1930 – Vicente Fox Quesada (2000–2006) z konzervativní strany PAN (Partido de Acción Nacional). Fox se silně orientoval na Spojené státy, přesto i on čelil rostoucí nespokojenosti Američanů s nelegální migrací Mexičanů do USA. Tento problém není vyřešen dosud.
Od roku 2008 se v Mexiku dramaticky zintenzívnila drogová válka mezi státem a drogovými kartely, která si vyžádala už téměř 140 000 obětí.
1. července 2020 vstoupila v platnost nová Dohoda USA–Mexiko–Kanada (USMCA), která nahradila úmluvu NAFTA.

## Státní symboly

### Vlajka
Mexická vlajka je tvořena listem o poměru stran 4:7 se třemi svislými pruhy – zeleným, bílým a červeným. Uprostřed bílého pruhu je umístěn státní znak.

### Znak
Mexický státní znak je tvořen hnědě zbarveným orlem, vyobrazeným z profilu, v bojovém postavení, hledícím heraldicky doprava a držícím v zobáku a pravém pařátu zeleného hada. Orel stojí levou nohou na nopálovém kaktusu (opuncii) s červenými květy. Kaktus roste ze světle hnědé (stylizované) skály, vyrůstající ze světle modrých (stylizovaných) vod jezera. Pod výjevem jsou do půlkruhu prohnuté ratolesti dubu a vavřínu, svázané stužkou v národních (zeleno-bílo-červených) barvách.

### Hymna
Mexická hymna (španělsky Himno Nacional Mexicano) byla složena Jaimem Nunóem, text hymny sepsal básník Francisco González Bocanegra.

## Geografie
Spojené státy mexické jsou americká země. Na severu hraničí s USA a na jihu s Guatemalou a Belize. K Mexiku patří také několik ostrovů ležících na západě v Tichém oceánu, a na východě okolo pobřeží v Mexickém zálivu, či Karibském moři. Nejnižším bodem je proláklina nedaleko Mexicali (–10 m).

### Povrch

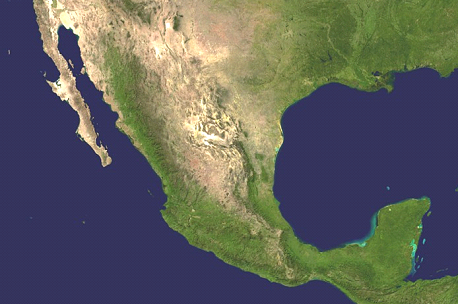
Družicový snímek Mexika

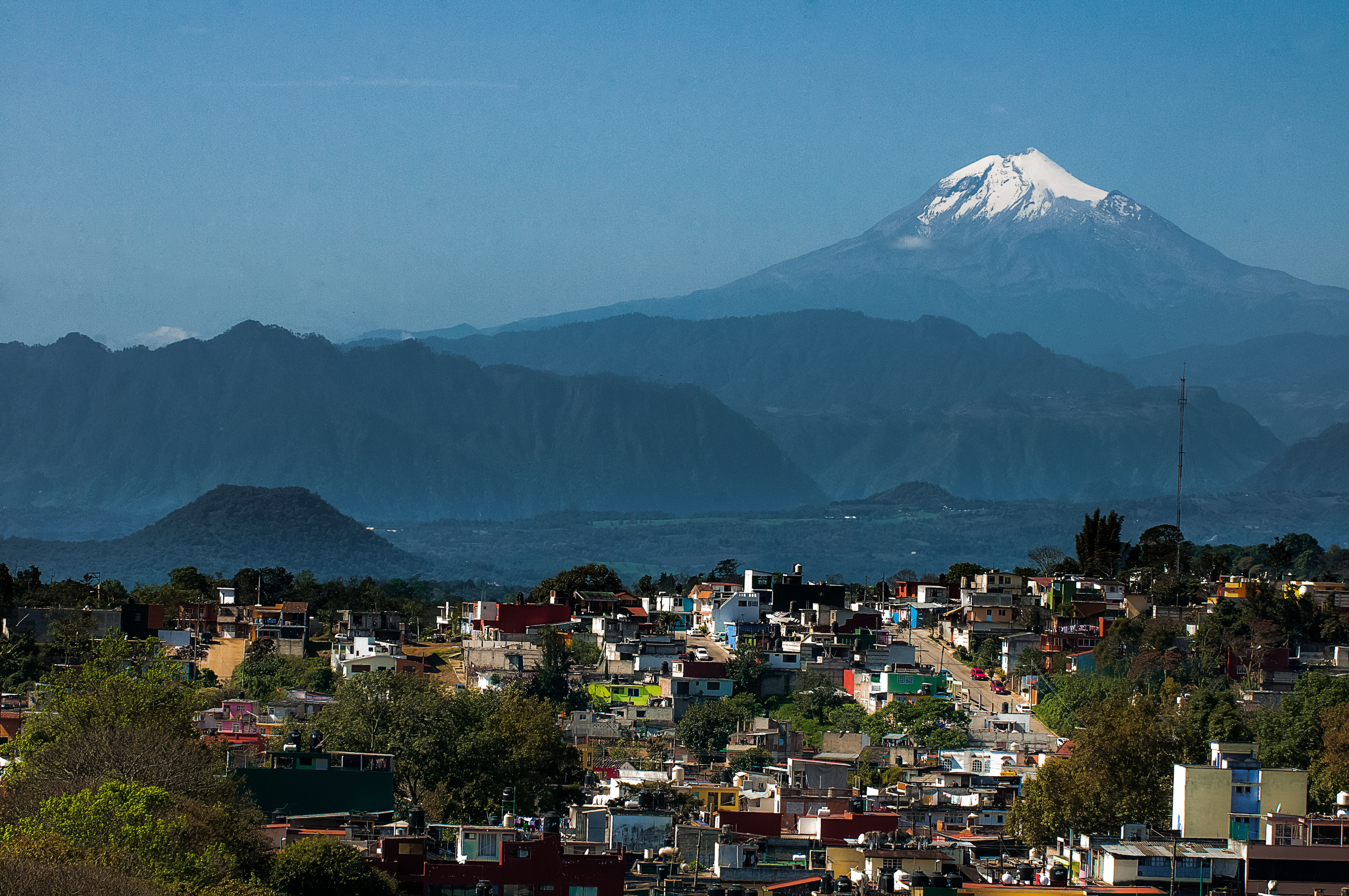
Pico de Orizaba je nejvyšší horou Mexika

Mexiko leží na západní polokouli, v jižní části Severní Ameriky. Na severu sousedí s USA. Hranici v délce 2597 km tvoří částečně řeka Rio Grande. Na jihu hraničí Mexiko s Guatemalou (962 km) a Belize (176 km).
Celková délka mexického pobřeží je 9219 km. Na západě je to tichomořské pobřeží, na východě atlantské pobřeží, část východního pobřeží oblévá Mexický záliv a část Karibské moře. Na jihu se při pobřeží táhne úzký Středoamerický příkop dosahující hloubek přes 6000 m. Rozloha mexického území je téměř 2 milióny kilometrů čtverečních, po Brazílii a Argentině je Mexiko třetí největší zemí Latinské Ameriky. Mezi největší mexické ostrovy patří Tiburón, Ángel de la Guarda, Cozumel, Cedros a další.
Mexické území se horopisně z největší části přimyká k severoamerické Kordillerské soustavě, která na něm vytváří rozsáhlou vysočinu, jež se zdvihá postupně k jihu. Jejím jádrem je náhorní plošina „Mesa central“, kterou prostupují horské hřbety a kotliny. Mexická vysočina je při obou oceánech ohraničena horskými pásmy pohoří Sierra Madre Oriental a Sierra Madre Occidental. Na jihu se mexická vysočina nazývá Anahuácká vysočina a zvedá se do výše 2000 m. Nejdůležitější částí jsou dvě kotliny, v nichž je velká koncentrace obyvatelstva – Mexické a Tolucké údolí. Obě jsou velmi úrodné.
Na jihu Mexické vysočiny vystupuje významné pásmo s několika menšími pohořími, která tvoří jihomexické vulkanické pásmo Cordillera Neovolcánica. Nejvyššími horami jsou: Pico de Orizaba (nebo též Citlaltépetl) (5636 m), Popocatépetl (5452 m), Iztaccíhuatl (5280 m) a Colima (4340 m). Tato část území bývá postihována zemětřeseními tektonického původu. I sopky se často projevují.
Ještě jižněji leží pohoří Sierra Madre del Sur, které je ohraničeno na jihu Tichým oceánem, na východě Tehuantepeckou šíjí a na severu Neovulcanickým pohořím. Na východ od Tehuantepecké šíje se zvedá pohoří Sierra Madre de Chiapas, které přechází do Tabaské nížiny. Ta navazuje na rozsáhlou suchou a zkrasovělou vápencovou tabuli Yucatánského poloostrova.
Na severozápadě tvoří část Mexika Kalifornský poloostrov dlouhý 1250 km a Kalifornský záliv. Největší horou poloostrova je El Picacho del Diablo – 3095 m n. m. 500 km od pobřeží na západ leží vulkanické ostrovy Revillagigedo.

### Vodstvo

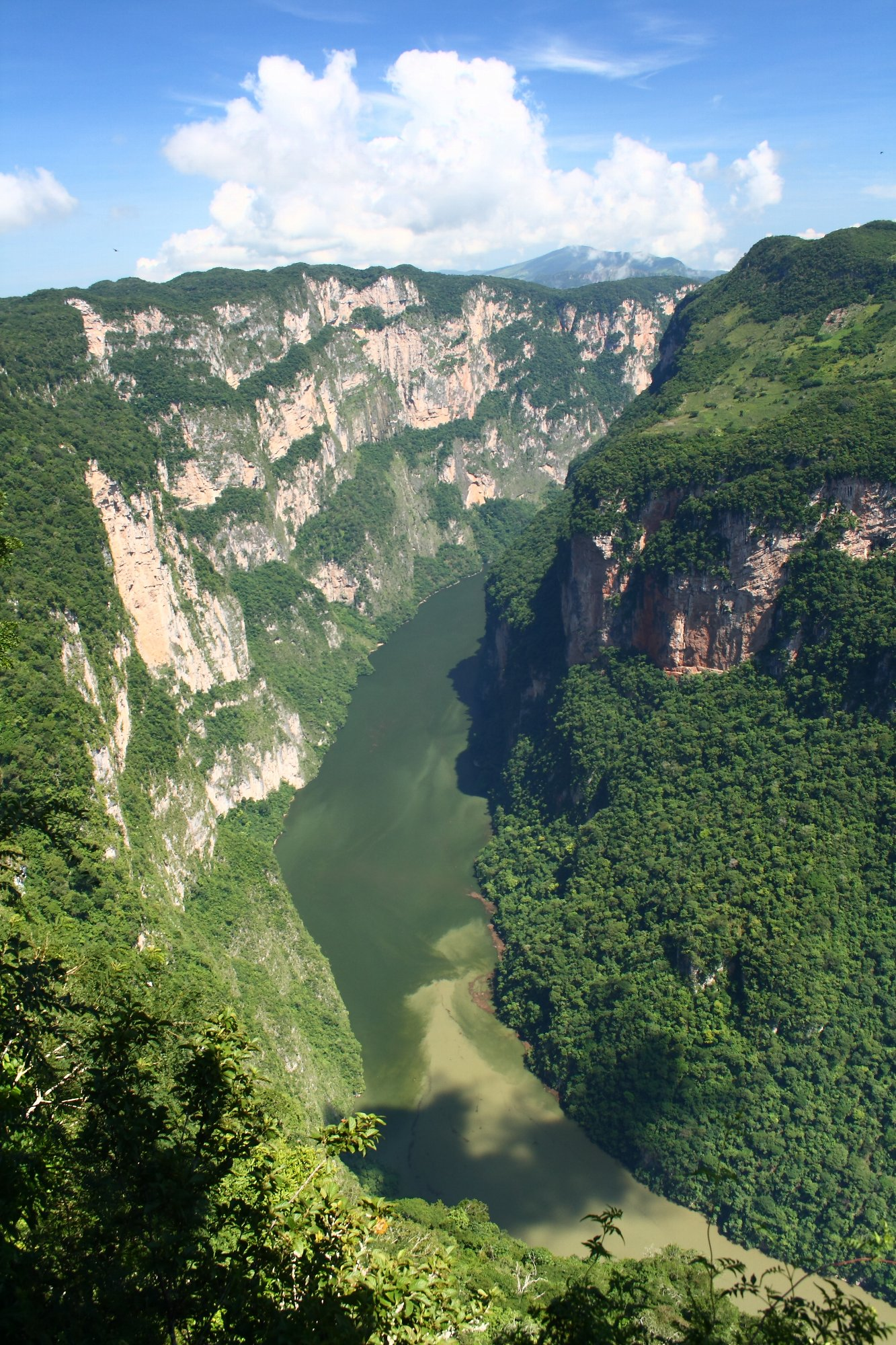
Kaňon Sumidero na řece Grijalva

Mexiko má poměrně málo řek. Největší řekou je pohraniční Río Bravo del Norte (v USA zvaná Rio Grande), dlouhá 3023 km. Z přítoků, které přijímá, je významnější jen řeka Conchos. Několik větších řek je na atlantském pobřeží, které jsou bohatší na srážky. Nejdůležitější z nich je Panuco, která ústí do Mexického zálivu. Západní pobřeží má četné kratší řeky, které prudce spadají z pobřežních horských pásem, a mají proto značný energetický význam. Jsou to Yaqui, Fuerte, Río Grande de Santiago (800 km), která protéká největším mexickým jezerem Lago de Chapala (1 116 km²), a na severu řeka Balsas. Největšími řekami mexického jihu jsou Usumacinta (1000 km) a Grijalva (velké přehrady). Usumacinta tvoří část hranice s Guatemalou. Východní pobřeží Yucatánského poloostrova lemuje Mezoamerický korálový útes, druhý největší korálový útes na Zemi.

### Podnebí
Sever Mexika leží v subtropickém pásu, jih v tropickém pásu. To se ale týká jen nížin (převážně na pobřeží), podnebí jinak závisí zejména na nadmořské výšce. Země se dělí na čtyři výšková podnebná pásma. Horká země (tierra caliente) do výšky 800 m n. m. má průměrnou roční teplotu přes 23 °C. Mírná země (tierra templada) do 1700 m n. m. měla průměrnou teplotu od 17 °C do 23 °C. Chladnou zemi (tierra fría) do 2500 m n. m. s teplotou méně než 17 °C střídá pásmo věčného sněhu (tierra helada).
Na jihu se dělí rok na období sucha a dešťů – ty dosahují maxima v letních měsících. Na východním pobřeží závisí srážková činnost v létě na pasátu vanoucím z Atlantiku, v zimě na větru ze severu. Pacifické pobřeží je sušší. Zvláště Kalifornský poloostrov a severní část západního Mexika má srážek málo.

### Flóra
Na jihu a východě se setkáváme s tropickou flórou v typickém deštném lese. Různé druhy palem propletených liánami, oživeny pestře zbarvenými orchidejemi. Pěstuje se zde palma olejná, cukrová třtina, sisal, kokosovník, kakaovník, káva a kukuřice. Pod hranicí věčného ledu na vrcholcích hor nalézáme naopak severoamerickou holoarktickou flóru. Přestože povrch Mexika není příliš zalesněn, druhů stromů zde roste celá řada. Zvlášť četně se vyskytují cedr, dub a borovice, ve vyšších polohách jedle. Hospodářský význam má i dřevo tropických stromů, užívané v nábytkářském průmyslu (mahagon) nebo k barvení kampešek. Charakteristickou rostlinou celého Mexika je kaktus, vyskytující se ve stovkách druhů. V horských oblastech Mexika se pěstuje cukrová třtina, káva, pšenice a proso. Severněji se nacházejí pastviny a louky. V Mexiku se pěstuje také velké množství tropického ovoce a různé zeleniny, zejména chilli a rajčata. Zcela na severu země se daří bavlníku, zejména při ústí řek Colorado a Rio Grande.

### Fauna

Stojící jaguár

Zvířena čítá tisíce druhů, z nichž většinu tvoří hmyz. Velice nepříjemní jsou moskyti, přenášející malárii a žlutou zimnici. V Mexiku nacházíme zvířata, žijící v obou částech amerického kontinentu. Ze Severní Ameriky pocházejí medvědi, vydry, jeleni a jelenci, z Jižní pak jaguár, pásovec, mravenečník a množství opic. Žijí zde i dikobrazové, různí hlodavci a mnoho dalších savců jako například tapír. Ze zvířat, která dovezli do Ameriky až Evropané, najdeme ve volné přírodě divoké potomky španělských koní. Dále se v Mexiku vyskytuje mnoho obojživelníků a plazů. Největší nebezpečí představují četní a prudce jedovatí chřestýši. Z ptačí říše můžeme jmenovat zase řadu druhů, od maličkých kolibříků až po supy a orly. Nejznámějším mexickým ptákem je však patrně krocan, divoký předek dnes po celém světě rozšířeného krocana domácího.
Střed země se vyznačuje zejména chovem skotu, prasat, koní, koz a ovcí. Při pobřeží s Mexickým zálivem se loví zejména krabi a langusty, ve vodách Tichého oceánu krabi a ústřice. Ve vodách severní části Kalifornského zálivu žije kriticky ohrožená sviňucha kalifornská.

### Chráněná území
V Mexiku funguje rozsáhlá síť různých chráněných území, která spravuje státní organizace Národní komise pro přírodní chráněná území (španělsky Comisión nacional de áreas naturales protegidas). K březnu 2022 existovalo celkem 184 území, která byla zařazena pod jistý stupeň ochrany (44 biosférických rezervací, 67 národních parků, 5 přírodních památek, 9 chráněných území pro ochranu přírodních zdrojů, 41 chráněných území pro ochranu fauny a flory a 18 tzv. útočišť). Šest z těchto území figuruje zároveň na seznamu světového přírodního dědictví UNESCO (El Vizcaíno, Sian Ka'an, ostrovy a chráněná území Kalifornského zálivu, biosférická rezervace monarchy stěhovavého a biosférická rezervace El Pinacate a Gran Desierto de Altar, souostroví Revillagigedo).

## Politický systém

### Uspořádání státu

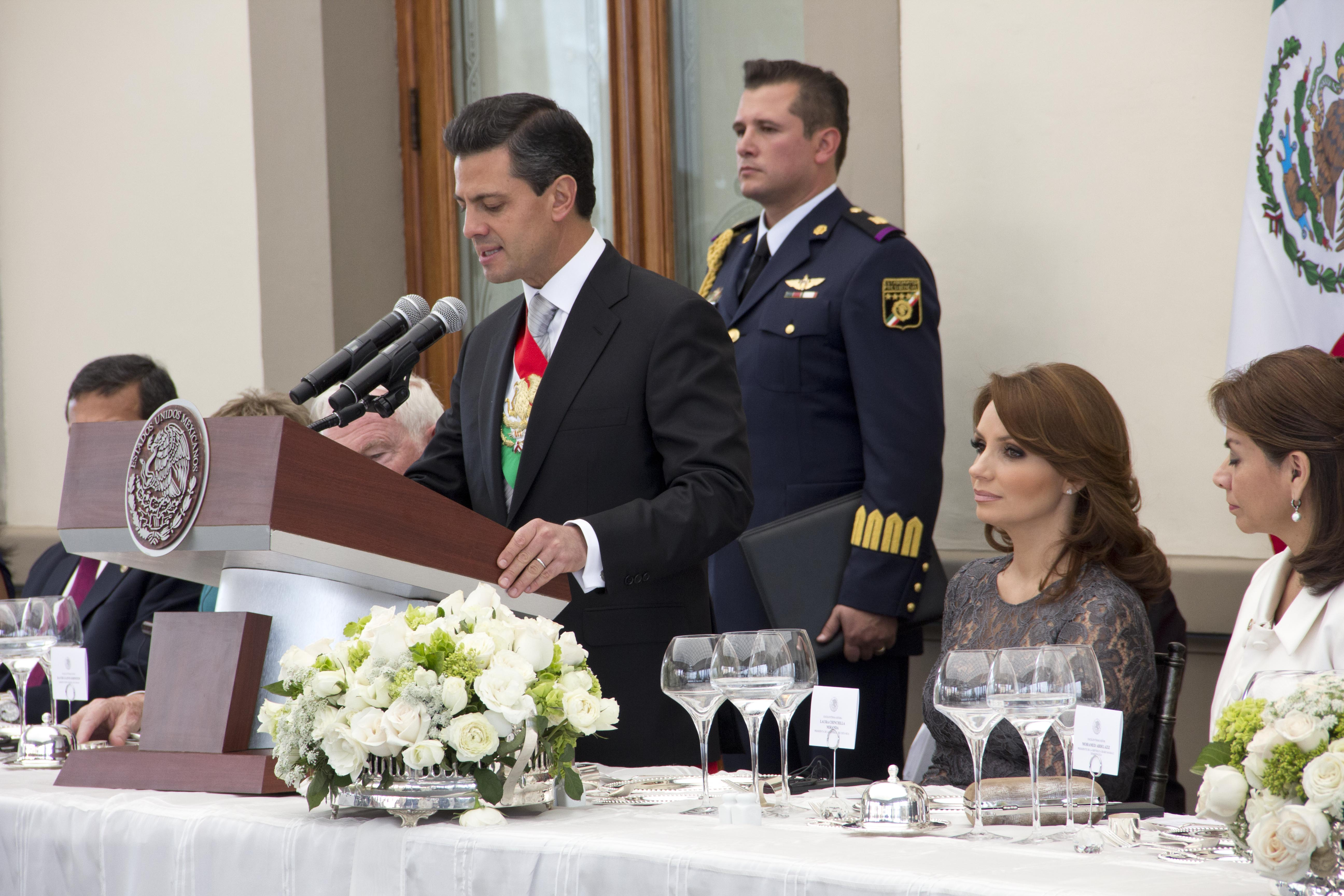
Bývalý mexický prezident Enrique Peña Nieto

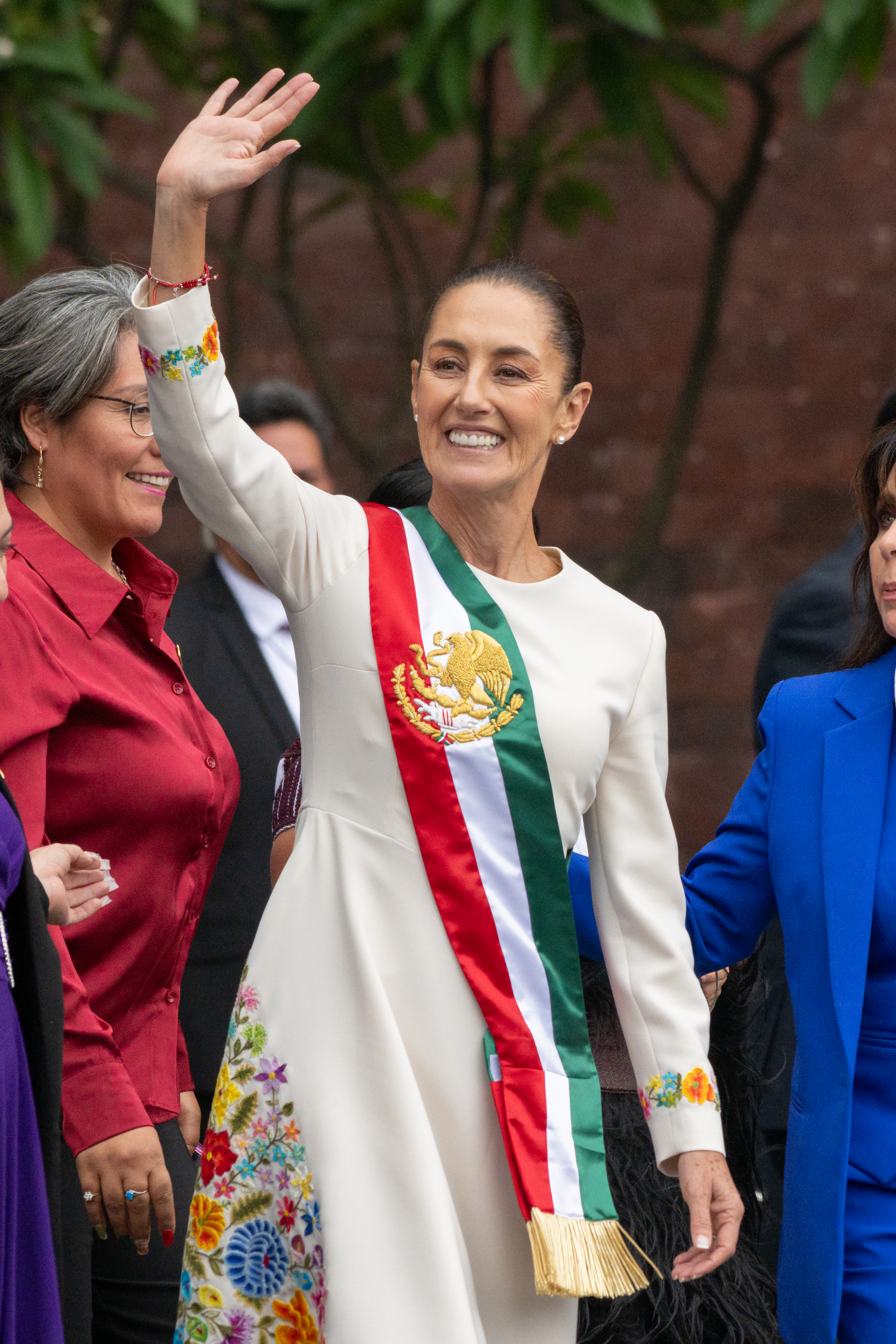
Prezidentka Claudia Sheinbaumová 1. října 2024

Spojené státy mexické jsou federativní republikou s ústavou z roku 1917, ve které je zakotveno, že volební právo mají všichni dospělí občané starší 18 let. Mexiko má tzv. prezidentský systém. Hlavou státu i vlády je prezident (presidente de México), jenž je volen lidem při spolkových volbách na jediné šestileté období. Prezident soustřeďuje ve svých rukou veškerou exekutivní moc.
Zákonodárným orgánem je dvoukomorový Národní kongres. Z 500 členů poslanecké sněmovny jsou 3/4 voleny přímo a 1/4 podle počtu hlasů získaných jednotlivými stranami, všichni na 3 roky. 64 senátorů je voleno na 6 let, po dvou z každého státu. Každý stát si volí vlastního guvernéra a zákonodárný sbor. V případě Ciudad de México, což je hlavní město s okolím, guvernéra jmenuje prezident.
Od roku 2012 do roku 2018 byl mexickým prezidentem Enrique Peña Nieto, který je členem tradiční Revoluční institucionální strany (Partido Revolucionario Institucional, PRI). Nieto nemohl podle mexické ústavy ve spolkových volbách roku 2018 znovu kandidovat. Novou hlavou státu byl v červenci 2018 zvolen Andrés Manuel López Obrador, který se úřadu ujal v prosinci 2018. López Obrador kandidoval za širokou volební koalici; sám je vedoucím činitelem Hnutí národní obrody (Movimiento Regeneración Nacional, MRN). Od října 2024 je prezidentkou Claudia Sheinbaumová.

### Zahraniční politika
Mexiko je členem mnoha mezinárodních celosvětových organizací jako OSN, OECD, G20, APEC, Interpol, UNESCO atd. Kromě toho je zapojené do několika organizací působících pouze na americkém kontinentu (např. USMCA, Organizace amerických států, Společenství latinskoamerických a karibských států, Latinskoamerické integrační sdružení, Pacifická aliance, Sdružení karibských států atd.).

#### Vztahy s Československem a Českou republikou
Mexiko navázalo diplomatické vztahy s Československem v roce 1922. Diplomatické vztahy byly nakrátko přerušeny mezi roky 1939 a 1942.
V roce 1936 prezident Lázaro Cárdenas pojmenoval tehdy neznámou ulici na okraji Ciudad de México jménem Tomáše Garrigue Masaryka. Současný název této třídy, která je jednou z nejluxusnějších nákupních ulic v mexickém hlavním městě, je Avenida Presidente Masaryk. V roce 2000 zde byl na prestižním místě postaven pomník TGM, financovaný do značné míry českými krajany v Mexiku. Avenida Presidente Masaryk je jednou z nejznámějších ulic ve městě a patří mezi nejdražší obchodní třídy v celé Latinské Americe.
V roce 2013 měla Česká republika své velvyslanectví v Ciudad de México a honorární konzuláty v Guadalajaře, Tijuaně a Monterrey. Mexiko má svou ambasádu v Praze.

### Územní rozdělení
Stát je rozdělen na 31 spolkových států a distrikt hlavního města. Některé názvy států a měst nesou jména historických osobností Mexika, jiné jsou indiánského původu.
- 1. Aguascalientes
- 2. Baja California
- 3. Baja California Sur
- 4. Campeche
- 5. Chiapas
- 6. Chihuahua
- 7. Coahuila
- 8. Colima
- 9. Durango
- 10. Guanajuato
- 11. Guerrero
- 12. Hidalgo
- 13. Jalisco
- 14. Mexiko
- 15. Michoacán
- 16. Morelos
- 17. Nayarit
- 18. Nuevo León
- 19. Oaxaca
- 20. Puebla
- 21. Querétaro
- 22. Quintana Roo
- 23. San Luis Potosí
- 24. Sinaloa
- 25. Sonora
- 26. Tabasco
- 27. Tamaulipas
- 28. Tlaxcala
- 29. Veracruz
- 30. Yucatán
- 31. Zacatecas
- Ciudad de México

## Ekonomika

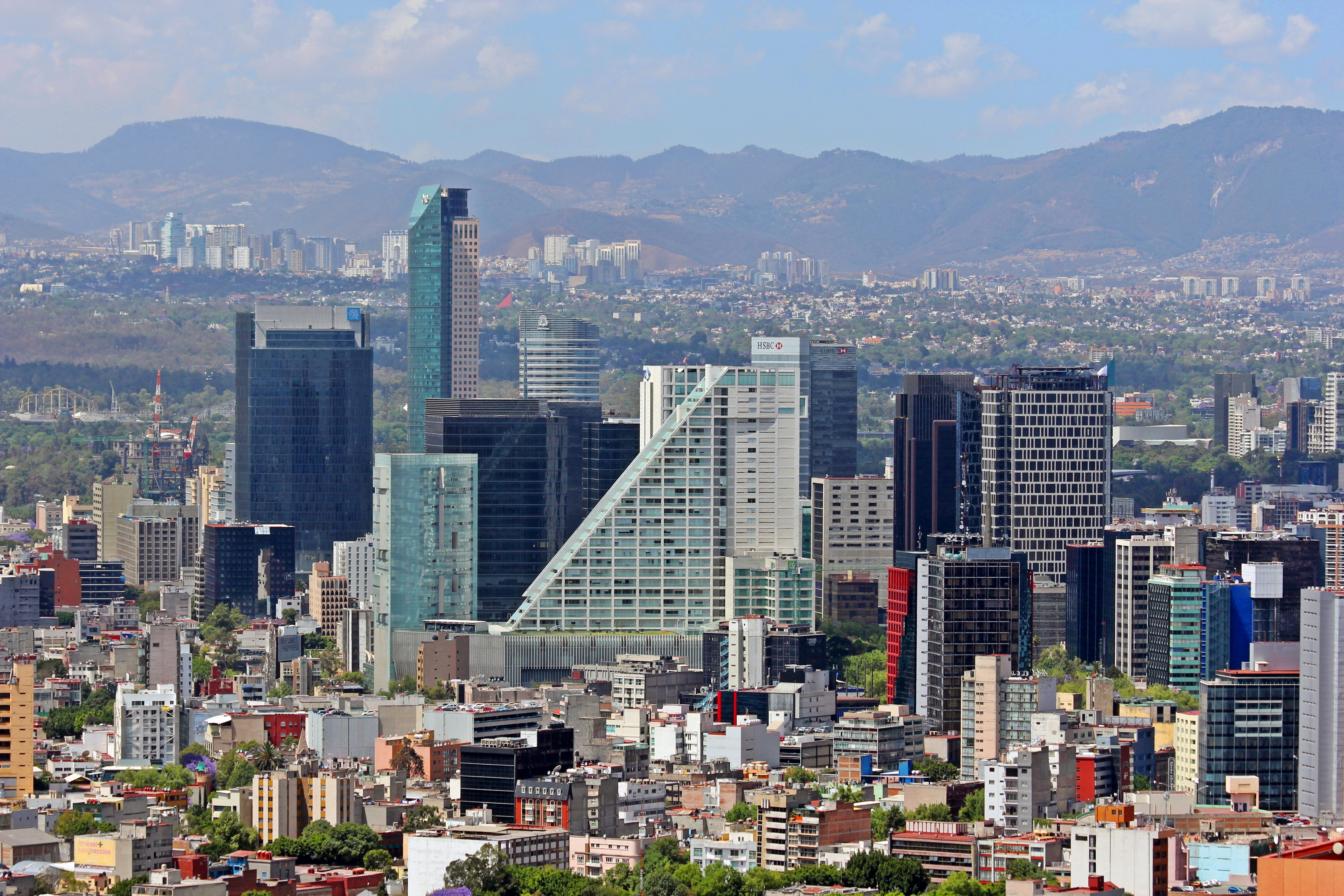
Ciudad de México je ekonomickým centrem země

Mexiko je třetí největší ekonomikou na americkém kontinentu (po USA a Brazílii). Zahrnuje kombinaci služeb, průmyslu a zemědělské produkce a je založená především na exportu surovin a výrobků. Vlády Mexika umožnily na konci 20. století vyšší konkurenci v oblasti mořských přístavů, telekomunikačních zařízení, výrobě elektrické energie, distribuci zemního plynu za účelem modernizace infrastruktury. Zahraniční obchod Mexika je založen na řadě dohod o volném obchodu. Nejdůležitější z nich je Dohoda USA–Mexiko–Kanada, dále pak dohody s Evropskou unií, Japonskem a několika státy Střední a Jižní Ameriky. Do USA a Kanady směřovalo např. v 1. čtvrtletí 2014 celých 80% mexického exportu.
V roce 2020 byl odhadovaný hrubý domácí produkt podle parity kupní síly 17 900 $ za rok na osobu. V zemědělství pracovalo 13% obyvatelstva, v průmyslu 24% a v sektoru služeb 62%. Nejvýznamnější exportní zboží je surová ropa, motorová vozidla a jejich součásti, elektronika a další průmyslové zboží.

### Nerostné bohatství

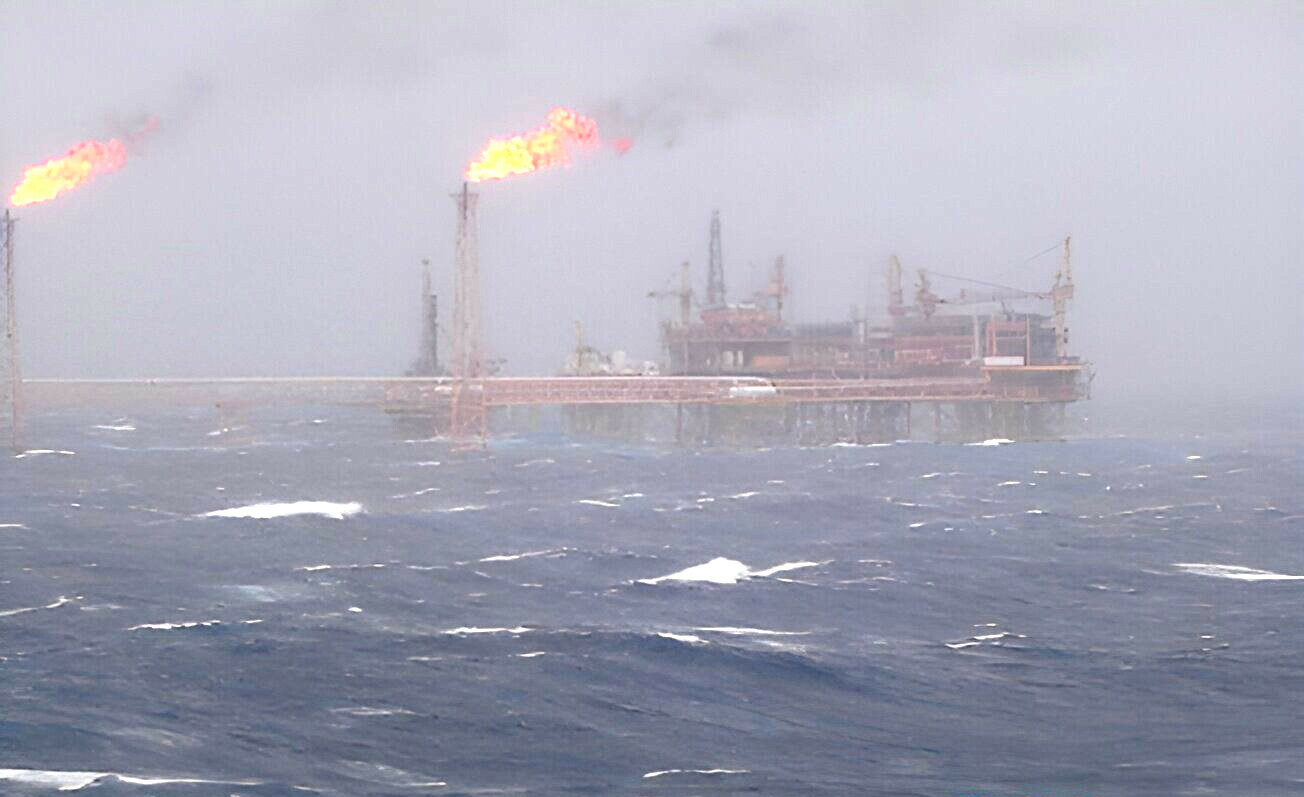
Ropná plošina u pobřeží Tabasca

Mexiko oplývá značným přírodním bohatstvím. V koloniální době bylo ceněno zvlášť stříbro a zlato, těžilo se i olovo, zinek, měď a železo. Stříbrné rudy našli geologové na celém území Mexika, bohatými doly vynikají zejména státy Zacatecas, Durango, Hidalgo, Guanajuato a Chihuahua. Dnes tvoří mexický podíl na světové produkci víc než 20 % a Mexiko je stále největším producentem tohoto kovu. Menší význam má těžba zlata, jeho naleziště jsou už částečně vyčerpána. Nacházejí se hlavně ve státech Durango, Sonora, Chihuahua a Querétaro.
Z ostatních kovových rud má značnou důležitost ruda zinková, jejíž největší pánve můžeme najít ve stejných státech jako doly na stříbro a zlato. Totéž platí pro olovnaté a měděné rudy, známé vysokým obsahem kovů. V poslední době dochází k intenzivnímu rozvoji těžby železných rud v nově objevených ložiscích na západě země (Cerro del Mercado, El Mamen, La Perla a El Joven). Ruda tu v některých případech obsahuje až 60 % železa.
V roce 1959 objevili v Mexiku i bohatá naleziště uranu, významná je i těžba síry, grafitu, rtuti, cínu a antimonu. Dále se těží uhlí, molybden, wolfram, kadmium a řada dalších nerostů a rud.
Největší nerostné bohatství představuje z dnešního pohledu ropa a zemní plyn, zejména při východním pobřeží, na jejichž těžbě závisí příjem deviz i rychle se rozvíjející chemický průmysl. Od roku 1938 kontroluje všechny vrty, soustředěné zejména na atlantském pobřeží včetně pobřežního šelfu, státní společnost PEMEX. Podíl Mexika na světovém obchodu s ropou představuje asi 6 %. Stále větší význam má zemní plyn, přičemž téměř celou produkci odebírají Spojené státy a Kanada. Nejvíc plynu se těží kolem měst Reynosa a Poza Rica ve státě Tabasco.

### Průmysl

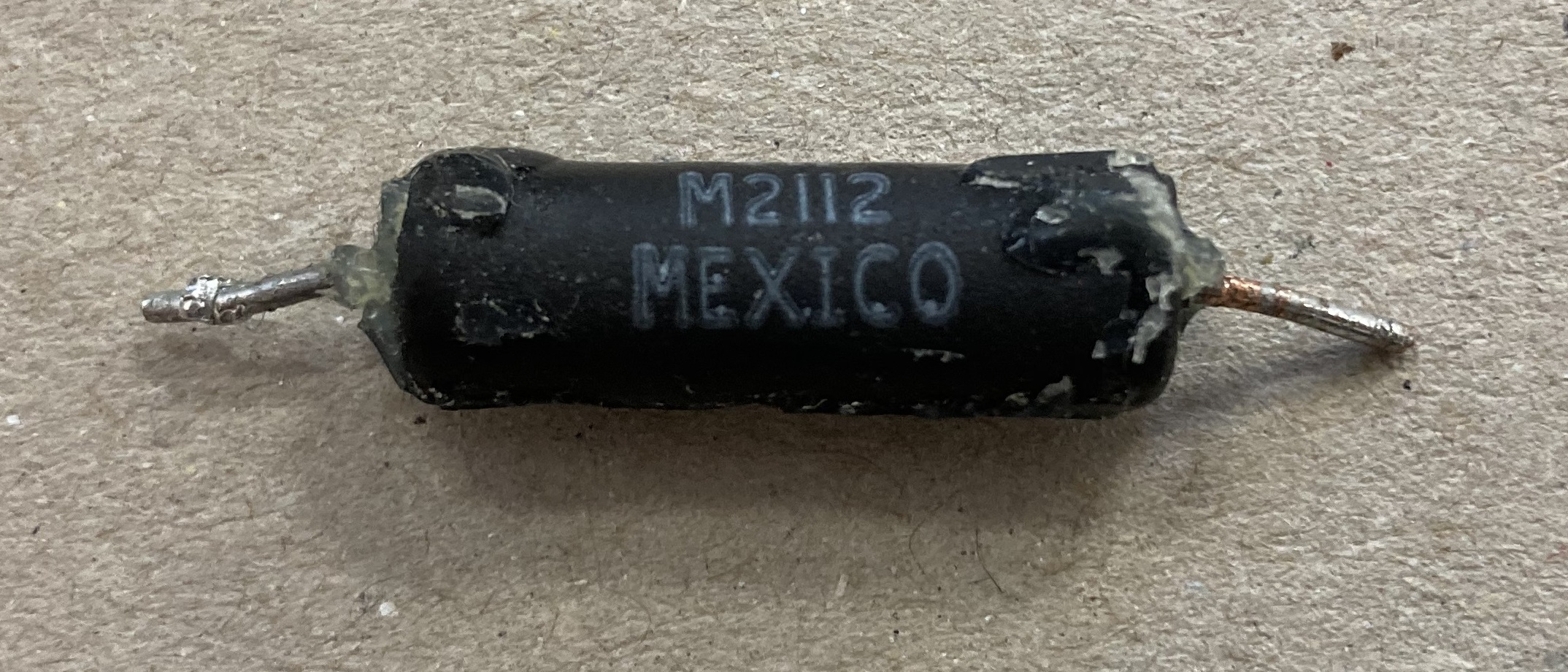
THD rezistor vyrobený v Mexiku

Převažuje průmysl chemický, strojírenský, potravinářský a textilní. Chemický průmysl sídlí zejména ve městech Coatzacoalcos a Tampico na východě, Salina Cruz na jihu a Salamanca ve středozemí. Strojírenským průmyslem se vyznačují Veracruz na východě a Puebla ve středozemí. Města jako Mexicali, Ciudad Juárez, Chihuahua, Torreón, León se vyznačují potravinářstvím, textilním průmyslem a hutnictvím. Monclova na severu a Veracruz jsou typická hutní města. Takovým textilním městem je Mérida na severu poloostrova Yucatán.

### Turistika
V roce 2017 bylo Mexiko 6. nejnavštěvovanější zemí světa a mělo 15. nejvyšší příjem z turistiky, což řadí Mexiko na první místo v Latinské Americe. Naprostá většina turistů přijíždí do Mexika ze Spojených států a Kanady, poté následují turisté evropští a asijští. Jen málo turistů přijíždí z jiných latinskoamerických zemí. V roce 2017 se Mexiko umístilo celosvětově na 22. místě v žebříčku turistické konkurenceschopnosti (Travel and Tourism Competitiveness Report).

## Obyvatelstvo

Hustota osídlení Mexika

Počet obyvatel Mexika se zvýšil ze 14,3 milionů v roce 1921 na přibližně 124,5 milionu v roce 2017. Poměr venkovského a městského obyvatelstva činí 30:70. Průměrná hustota zalidnění je 57 obyvatel na 1 km², největší hustota je v hlavním městě, nejmenší pak ve státě Baja California Sur. Metropolitní oblast Valle de México, jejímž centrem je Ciudad de México, byla v roce 2010 domovem pro více než 20 miliónů osob.
Mesticové, tedy míšenci Indiánů a bělochů, jsou zastoupeni 60 %, Indiáni 30 % (asi 35,35 milionu) a běloši (potomci Španělů zvaní kreolové) 9 % (11,205 milionu). Z Indiánů je nejvíce: Nahuů (potomci Aztéků), Mayů a Zapoteců. Nejméně: Ixcateců a Kiliwaů, kteří jsou na pokraji vymření. Je zde 89 % katolíků (vč. východních) a 6 % protestantů.
Do země přicházejí lidé především z Guatemaly a Hondurasu, hlavně za prací a lepšími životními podmínkami. Mexičané a vůbec obyvatelé celé Střední a Jižní Ameriky už od 70. let mohutně migrují do USA.

### Města
Přehled 20 největších měst v Mexiku:

### Jazyky

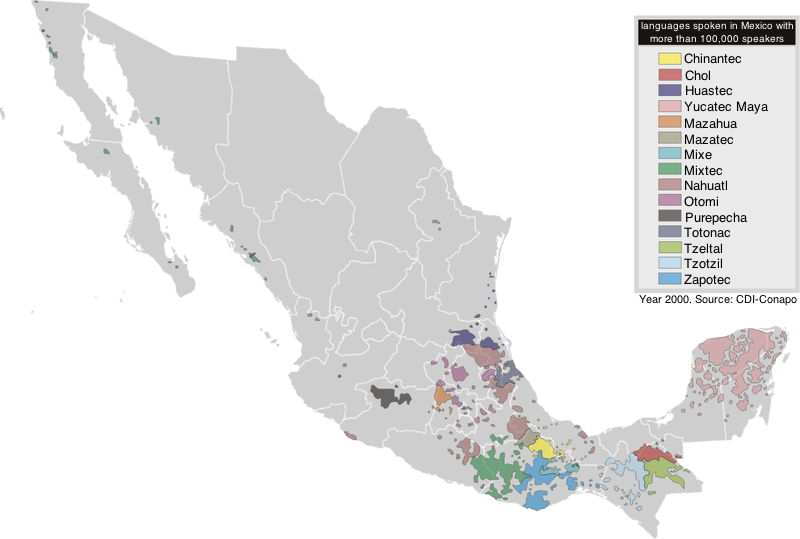
Indiánské jazyky

Úřední jazyk Mexika je španělština s totožnou gramatikou jako ve Španělsku. Latinskoamerické španělštiny ovšem mají svá specifika, kde mezi nejvýraznější patří nepoužívání 2. osoby množného čísla.
Mexická španělština má slovník obohacen o řadu slov převzatých z indiánských jazyků, kterých je v Mexiku celkem 62 viz  Archivováno 1. 5. 2011 na Wayback Machine.. Nejrozšířenější je aztéčtina – nahuatl, po ní pak mayština, mixtéčtina a zapotečtina. Aztécký nahuatl, který se používá v hlavním městě a okolí, je snadno rozeznatelný příponami -tl (známá sopka Popocatépetl).
Některá slova z aztéčtiny byla převzata i do češtiny, např. „šokolatl“, je v češtině čokoláda, papričky „chilli“ se řeknou také tak, ovšem sousloví „tomatová“ omáčka (z aztéckého „tomatl“ pro rajče) již Češi používají méně častěji než Němci nebo Angličané.

### Náboženství

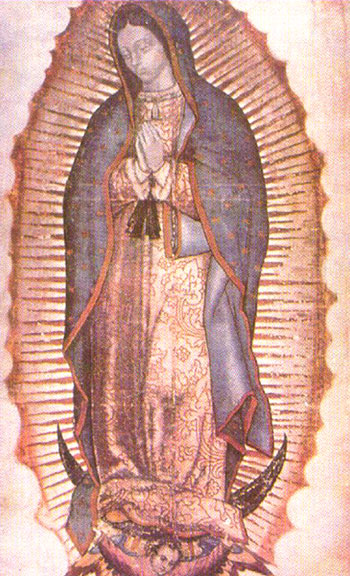
Panna Marie Guadalupská obklopená svatozáří

Život indiánských obyvatel Mexika v předkolumbovském období byl prostoupen uctíváním obrovského panteonu bohů. Na jejich počest se budovaly rozsáhlé stavby a kultovní centra, obyvatelstvo vydržovalo početnou vrstvu kněží, kteří byli prostředníky mezi prostým lidem a bohy, putovalo do vzdálených posvátných míst a pořádalo náboženské slavnosti, jejichž součástí bývaly i lidské oběti na usmíření bohů.
Za conquisty a v koloniálním období dobyvatelé (někdy i násilím) obraceli Indiány na katolickou víru. Za tímto účelem sem ze Španělska a později z dalších evropských zemí přicházeli kněží a mniši z různých náboženských řádů – františkáni, dominikáni, augustiniáni a nakonec jezuité – kteří měli Indiány vzdělat v základech víry.
Každoročně se konají oslavy kultu Panny Marie Guadalupské, patronky Mexika, který vrcholí 12. prosince, v den jejího prvního údajného zjevení v Mexiku.
Mexiko je katolická země; zcela v ní převažují římští katolíci. Ke katolictví včetně východního se hlásí 89–90 % obyvatel. V zemi působí také následující tzv. východní katolické církve:
- 1) Arménští katolíci – Apoštolský exarchát pro Latinskou Ameriku a Mexiko (mimo Argentinu), pouze dvě farnosti, počet stagnuje: roku 2015 – 12 000 věřících – stejně jako r. 2014, 2010, 2000.
- 2) Maronité: Eparchie Nuestra Señora (Naše Paní, tj. Panna Maria) de los Martires de Libano (libanonských mučedníků), vznikla 1995, roku 2015 – 156 000 věřících – počet narůstá: 2014 – 154 400, 2010 – 150 800, 2000 – 150 000. Maronitou je i velkopodnikatel a miliardář Carlos Slim Helú.
- 3) Řeckokatolíci – melchité: Eparchie Nuestra Señora (Naše Paní, tj. Panna Maria) del Paraíso: 2015, 2014, 2010 – 4 700 věřících, 2000 – 2 500, 1990 – 2 000.

Komunity jiných náboženství jsou méně početné. Patří k nim protestanti (asi 6 %) a židé. Část domorodého obyvatelstva (cca 30 %) praktikuje kombinaci svého původního náboženství s katolicismem.
V Mexiku žije také přes 80 000 Mennonitů německo-holandského původu, kteří se v zemi usadili v roce 1920.
Mexiko několikrát navštívil i papež Jan Pavel II.

### Literatura

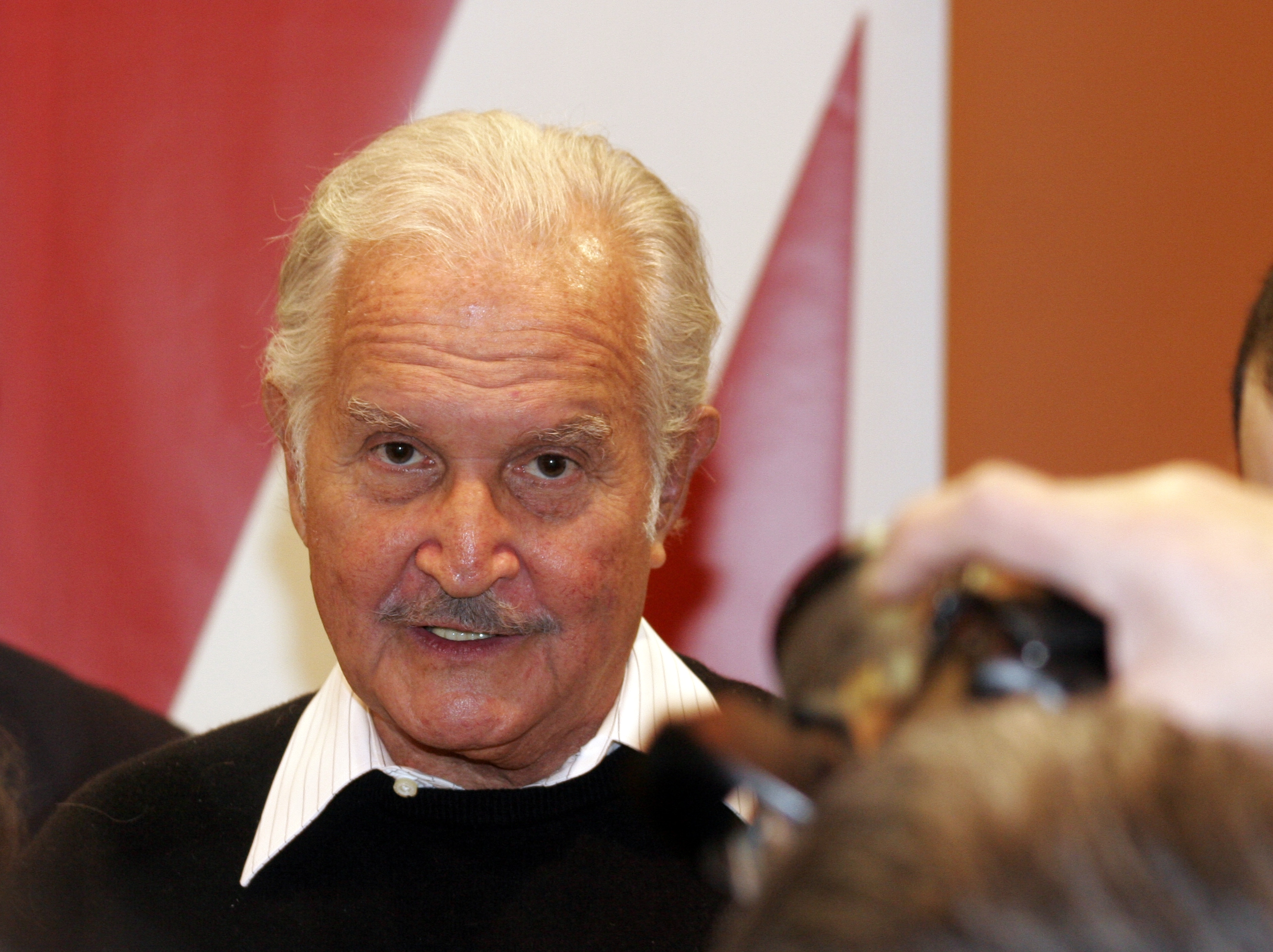
Carlos Fuentes

## Kultura

### Výtvarné umění

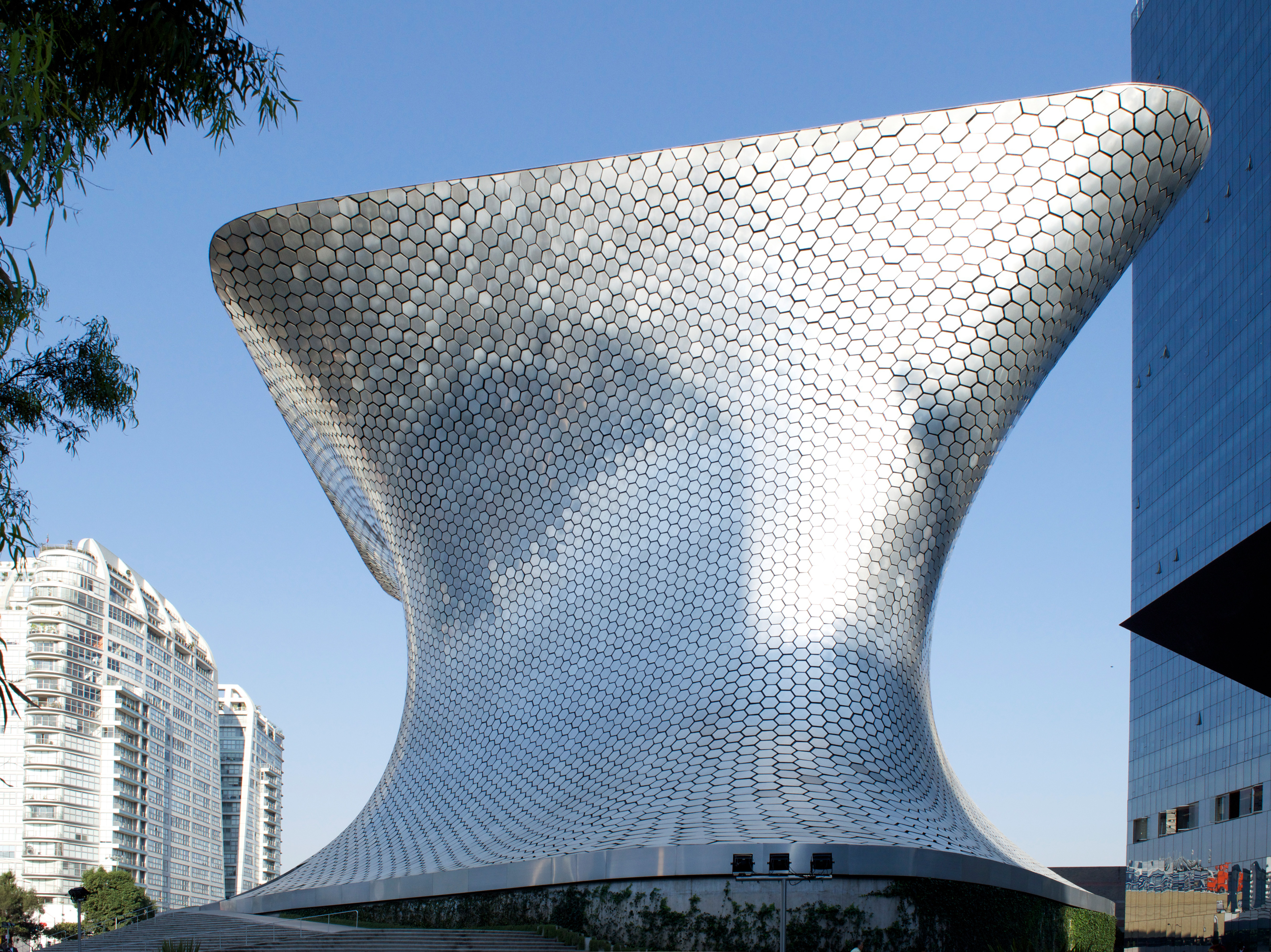
Muzeum Soumaya

Nejslavnějším mexickým výtvarným umělcem je malířka Frida Kahlo, jistě i díky slavnému biografickému snímku se Selmou Hayekovou v hlavní roli. Její muzeum v Ciudad de México (Museo Frida Kahlo), tzv. Modrý dům, který byl i jejím domem rodným, dnes patří k nejvýznamnějším mexickým kulturním institucím. Malířem byl i Fridin manžel Diego Rivera. Patřil k zakladatelům mexického muralismu, tedy obnovy tradice nástěnných maleb, často na stěny moderních budov. Dalšími výraznými muralisty byli David Alfaro Siqueiros, José Clemente Orozco či Juan O'Gorman, též významný architekt. Remedios Varová, která do Mexika utekla z Evropy před politickou perzekucí, se přihlásila k surrealismu. Podobný osud i zaměření díla měla Leonora Carringtonová, obě malířky si byli ostatně velmi blízké. K surrealismu neměl díky své figurativní abstrakci daleko ani Rufino Tamayo.
Nejvýznamnějšími galeriemi a institucemi věnujícími se sběru umění jsou Muzeum Anahuacalli, Muzeum Soumaya a Palác umění. Anahuacalli se specializuje na umění předkolumbovských kultur, jádro sbírky shromáždil Diego Rivera. Muzeum Soumaya založil podnikatel Carlos Slim Helú, svého času nejbohatší člověk planety, kterému se podařilo zakoupit mj. řadu soch Augusta Rodina. Originální budovu muzeu navrhl Slimův zeť Fernando Romero. Palác umění je proti tomu státní institucí a sídlí v něm krom muzeí a galerií i státní opera.
Architekt Luis Barragán získal roku 1980 prestižní Pritzkerovu cenu, zvanou též „Nobelova cena za architekturu“.

### Film

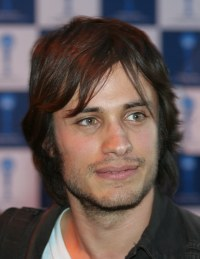
Mexický herec Gael García Bernal

Počátkem 30. let 20. století se začíná točit v Mexiku zvukový film. Základy mexického filmového umění v té době pokládal ruský režisér Sergej Michajlovič Ejzenštejn, který zde natočil snímek Que viva México (Ať žije Mexiko). 40. a 50. léta jsou nazývána zlatou érou mexického filmu. Významným režisérem té doby byl Emilio Fernández, mimochodem model pro slavnou sošku Oscara. Kameramanem pak Gabriel Figueroa. V té době v Mexiku žil a tvořil také slavný španělský režisér Luis Buñuel.
Od 90. let 20. století se kvalita mexického filmu znovu prudce zvedla, přičemž klíčovými osobnostmi tohoto obrození jsou Guillermo del Toro, Alejandro González Iñárritu a Alfonso Cuarón, který se stal prvním mexickým filmařem, jenž dostal Oscara za režii (roku 2013 za snímek Gravitace). V dalších dvou letech si Oscara za režii odnesl Iñárritu, v roce 2017 del Torro a rok poté znovu Cuarón, čímž vyvrcholila „mexická oscarová záplava“. Emmanuel Lubezki dostal za Gravitaci Oscara za kameru. Guillermo Navarro ho získal za výtvarné pojetí snímku Faunův labyrint. I Američan Robert Rodriguez točí většinu svých filmů v mexické produkci. Carlos Reygadas je představitelem artového filmu. K důležitým režisérům současnosti patří mj. Arturo Ripstein, Alfonso Arau, Amat Escalante a Jorge Fons.
K nejznámějším mexickým hercům současnosti patří Gael García Bernal či Diego Luna. V éře němého filmu to byl Ramon Novarro, ve 40. a 50. letech Pedro Armendáriz, Dolores del Río a María Félixová. Ricardo Montalbán se v 70. letech proslavil rolí ve sci-fi sérii Planeta opic. Od 90. let slaví mexická televizní tvorba celosvětový úspěch se svými telenovelami (Maria Mercedes, Rosalinda). Proslavila se v nich například herečka a zpěvačka Thalía.

### Hudba

#### Klasická hudba
K nejslavnějším mexickým hudebním skladatelům patří Carlos Chávez, autor známé Sinfonía india, v níž byly využity i tradiční indiánské nástroje a hudební postupy. Chávez byl rovněž zakladatelem mexického Národního symfonického orchestru (Orquesta Sinfónica Nacional).
První mexickou operu s názvem La Parténope složil v roce 1711 Manuel de Zumaya. K výrazným skladatelům vážné hudby patřil Manuel María Ponce. Mezinárodní reputaci získal i houslista Silvestre Revueltas, který rovněž skládal filmovou hudbu pro vznikající mexickou kinematografii ve 30. a 40. letech 20. století. Proslulým klavíristou byl Consuelo Velázquez. Jako operní pěvci se prosadili Ramón Vargas a Rolando Villazón.

#### Populární hudba

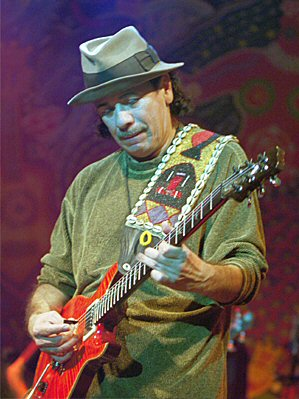
Carlos Santana

Ke známým zpěvákům populární hudby patří například Jorge Negrete, Pedro Infante, Vicente Fernández a jeho syn Alejandro Fernández, nejznámější představitelé stylu zvaného canción ranchera, který lze považovat za nejsilnější větev mexického folku. Představitelem bolera byl Agustín Lara a Armando Manzanero, jehož skladby nazpívali Frank Sinatra, Tony Bennett či Elvis Presley. Za představitele klasického popu „západního střihu“ lze považovat skupinu RBD.
Populární jsou zpěvačky Daniela Romo, Thalía, Paulina Rubio, Maite Perroni, Belinda Peregrín, Lila Downs, Dulce María, Anahí a Lucero. Známými zpěváky populárních písní jsou Juan Gabriel a José José. Typické je, že zejména zpěvačky začínají svou kariéru jako herečky telenovel. I někteří představitelé americké pop-music, zvané Latin pop, mají mexický původ, byť se třeba narodili již ve Spojených státech. Příkladem je skupina Ha*Ash nebo zpěvačka Selena. V Mexiku se naopak usadil kubánský mambo hudebník Pérez Prado.
Za největší hvězdu mexického rocku platí Carlos Santana, často označovaný za nejlepšího kytaristu světa, který proslul svým jedenáctiminutovým vystoupením na festivalu ve Woodstocku roku 1969 a silně poté ovlivnil americkou a vůbec světovou rockovou hudbu. Ke známým mexickým rockovým skupinám patří rovněž Maná. Za představitelky folk-rocku bývají označovány Natalia Lafourcade a Julieta Venegas. V 90. letech se v žánru hip hop prosadila skupina Control Machete. V oboru heavy metal je známa například skupina Brujeria. Jako jazzový hudebník vynikl bubeník Antonio Sánchez.

#### Lidová hudba

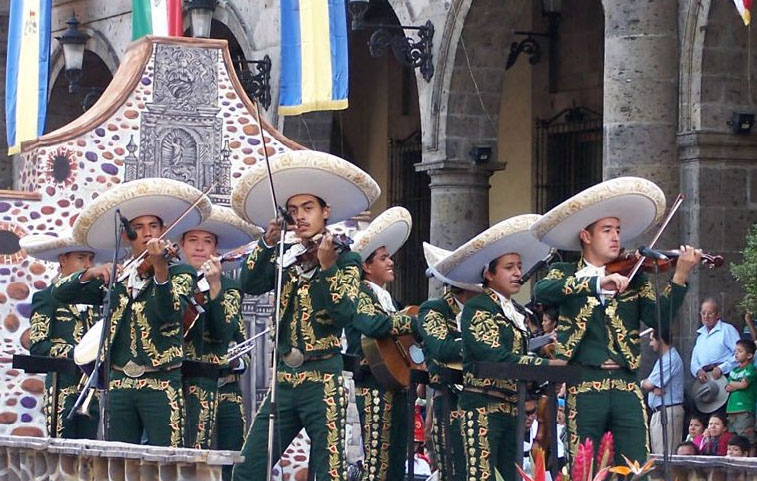
Skupina mariachi při XIII. festivalu v Guadalajaře, 3. září 2006

Za specificky mexické hudební formace lze označit tzv. mariachi. Tento hudební jev pochází původně ze spolkového státu Jalisco, postupně se však regionálně rozlišil. Ve světě je tento styl lidové hudby považován za typicky mexický. V roce 2011 byla hudba souborů mariachi zařazena do seznamu Mistrovských děl ústního a nehmotného dědictví lidstva organizace UNESCO. Počet hudebníků v souboru je většinou 7 až 12, někdy až 20. Jedná se o následující nástroje: kytary, mexické vihuely, guitarrón, housle, trumpety, harfa a někdy také maraca. Ke skupinám patří též zpěváci, avšak zpěv písní mohou přebírat instrumentalisté, buď sborově nebo jako solisté.

### Lidová kultura

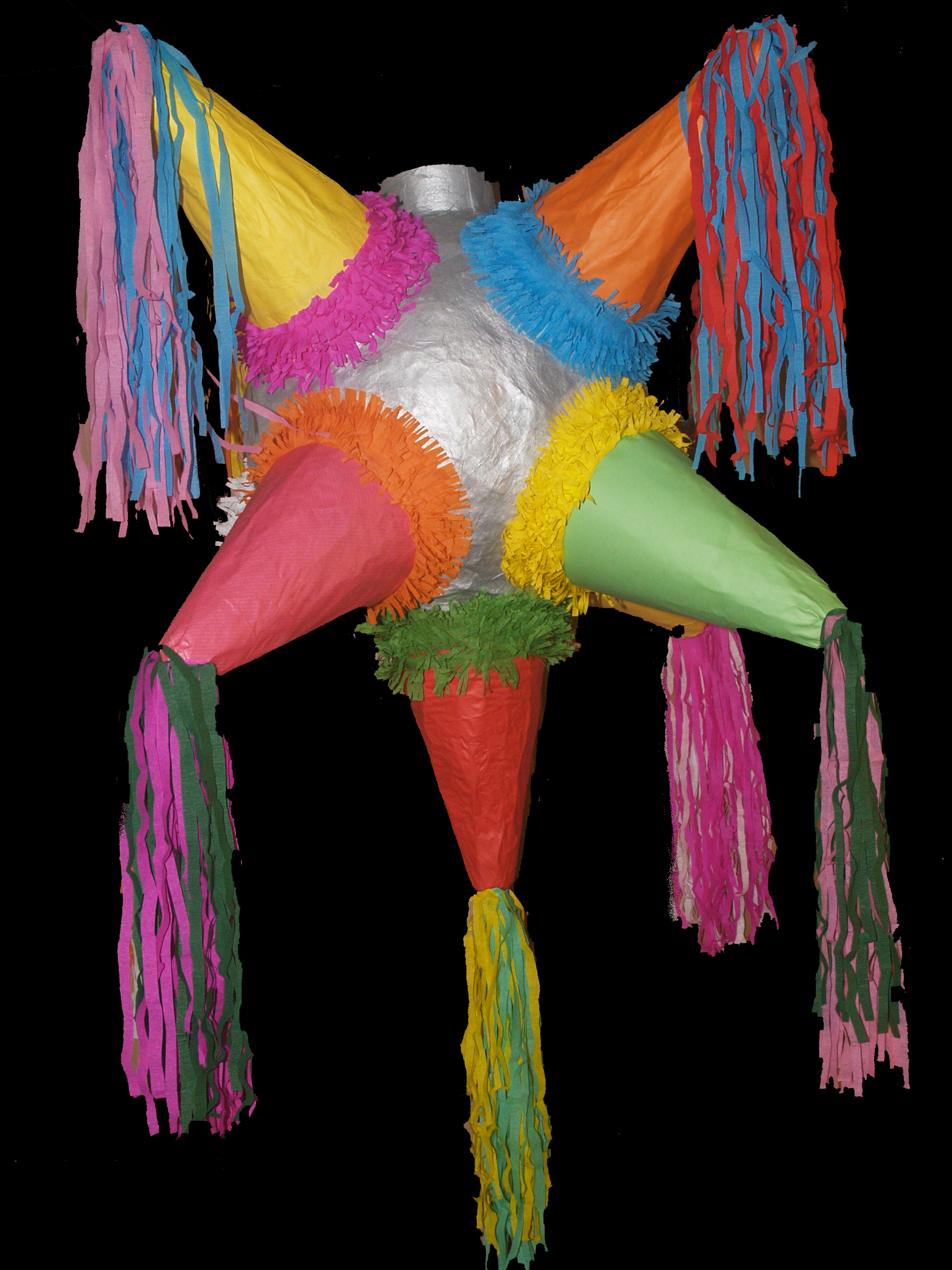
Nejtypičtější špičatá piňata

Významné je především hrnčířství. Také textilní výroba je velmi rozšířena. Používá se zejména vlna a bavlna. Z henequenu a ixtle (agáve) se vyrábí brašny. Z rákosí se vyrábějí různé krytiny, ale také charros (klobouky). Mezi běžné lidové slavnosti patří býčí a kohoutí zápasy, ale i udržení se na nezkrocených koních tzv. charros. Dále převažují různé indiánské a křesťanské slavnosti. Mexičané rádi oslavují. Oslava se nazývá fiesta. Sejde se nejméně dvacet lidí, příbuzných, přátel nebo známých. Vzhledem k počtu lidí se fiesty odehrávají často venku, na dvorku nebo v zahradě domu, večer pak při světle lampionů. Pro děti je připravena piňata, keramická nádoba obalená staniolem, barevným papírem a papírovými třásněmi. Uvnitř jsou bonbóny, drobné ovoce, ořechy, malé hračky a papírové vločky. Piñata visí na dlouhém provazu a dva z účastníků oslavy tahají za konce provazu tak, aby piňata byla na dosah, ale ve stálém pohybu. Děti dostanou hůl a jejich cílem je nádobu zasáhnout. Všichni přítomní sledují s povyražením marné i úspěšné pokusy a bouřlivě povzbuzují tradičním popěvkem. Když přijdou na řadu dospělí, musí mít převázané oči a jejich snaha zasáhnout piňatu je doprovázena všeobecným veselím. K fiestě patří hodně hudby a samozřejmě tanec.
Je-li fiesta oslavou v kruhu příbuzných, pak feria bývá výroční slavností, která zasahuje celé město a okolí. Je to vlastně výroční trh a výstava té výrobní činnosti, která v dané oblasti převažuje. Takže ve městě Taxco, známém výrobou stříbrných předmětů, se koná feria stříbra. Jinde je feria výrobků z kůže, jinde feria květin. Můžete navštívit dílny zručných řemeslníků a pozorovat jejich práci. Večer na náměstí vystupují hudebníci a tanečníci. Zvuky mariachis, lidové písně a temperamentní děj na pódiu rozehřeje postávající diváky, kteří podupávají a přizvukují do taktu.
V poledních hodinách začíná být velké vedro, které se odpoledne stává úmorným. A tak Mexičané, podobně jako Španělé a obyvatelé Latinské Ameriky tráví siestu. Siesta vznikla již v době těžkých ručních prací na polích nebo stavbách, protože práce pod žhavým sluncem je velmi vyčerpávající. A tak odpolední spánek a odpočinek, tedy siesta, není znakem lenosti nebo přejedení, ale téměř nevyhnutelností.

### Kuchyně

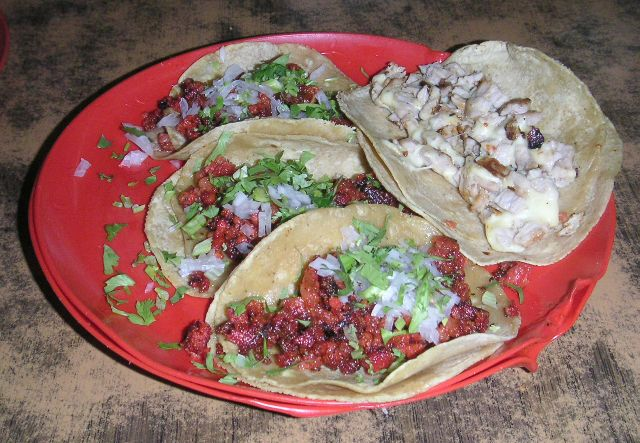
Tacos, typické mexické jídlo

Typickými surovinami mexické kuchyně jsou fazole, kukuřice a chilli papričky. Základní způsob využití kukuřice v Mexiku je příprava tortill. Mají řadu využití například k přípravě tacos, burritos, quesadillas, chimichangas a dalších typických jídel. Důležitou součástí mexické kuchyně jsou omáčky. Například zelená omáčka (salsa verde) je připravená ze zelených rajčat a chilli papriček a má konzistenci pasty. Podobně také červená omáčka (salsa roja) se skládá z rajčat, česneku a koriandrové natě. K tradičním mexickým jídlům patří i tamales. Jejich tradice sahá až do předkolumbovské doby. Tamales se připravují z kukuřičného těsta, které se připravuje tradiční metodou nazvanou nixtamalizace (slovo je přejato z jazyka Aztéků nahuatl). Nixtamalizace znamená specifickou přípravu mouky z kukuřice, při níž se celé zrno nejprve namočí a potom vaří v alkalické směsi většinou ve vápenaté vodě a až poté se oloupe. Takto připravené zrno se následně vymyje a později umele, čímž vznikne masa, která se potom nechá usušit a dále používá. Jinak je mexická kuchyně charakteristická regionální různorodostí. V podstatě každý region Mexika má svá typická jídla. Například region Oaxaca je typický přípravou omáček mole. Polévka pozole charakterizuje oblasti Jalisca nebo Sinaloi. Carnitas, druh dušeného nebo pečeného vepřového masa, jsou typické pro střední Mexiko. V oblasti Coahuila je populární připravovat různá jídla z kozího masa (cabritas) a nachos. V Sonoře a Chihuahua jde o typickou polévku zvanou menudo. V listopadu 2010 byla tradiční mexická kuchyně zařazena na seznam nehmotných památek Světového dědictví UNESCO.

### Sport

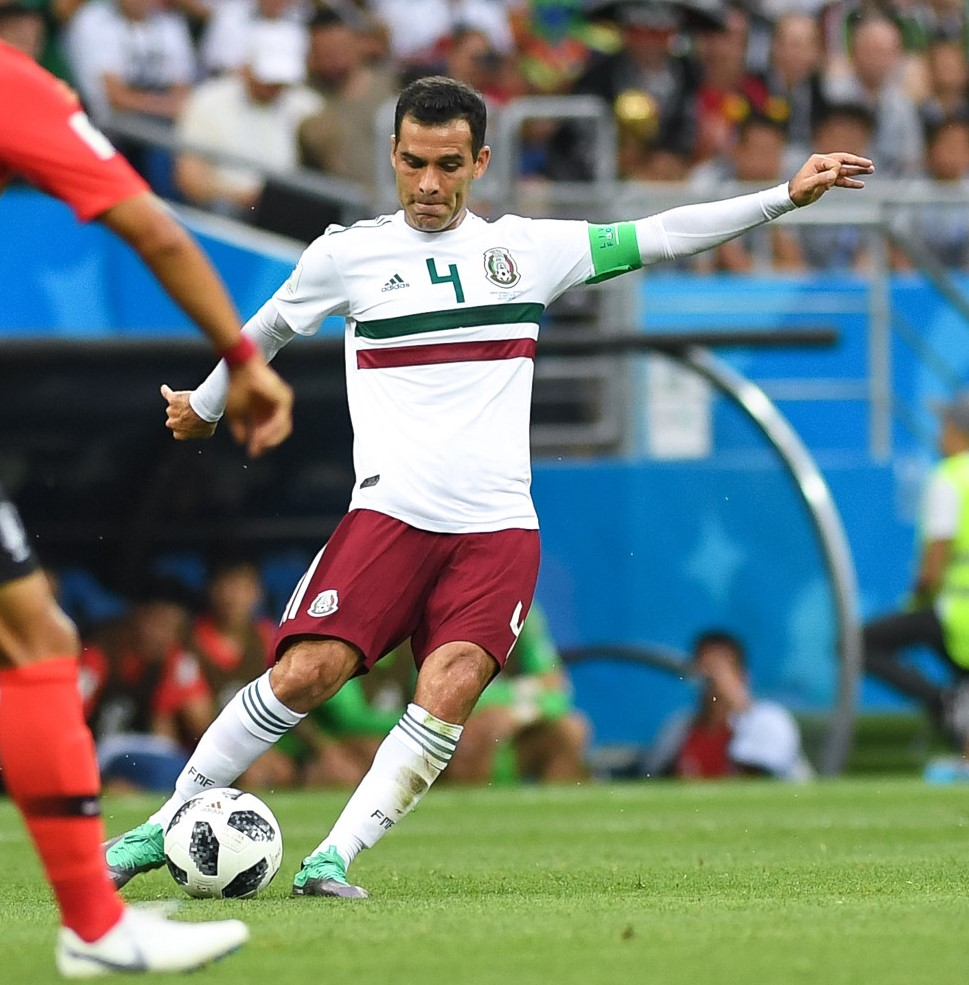
Rafael Márquez v dresu národního týmu

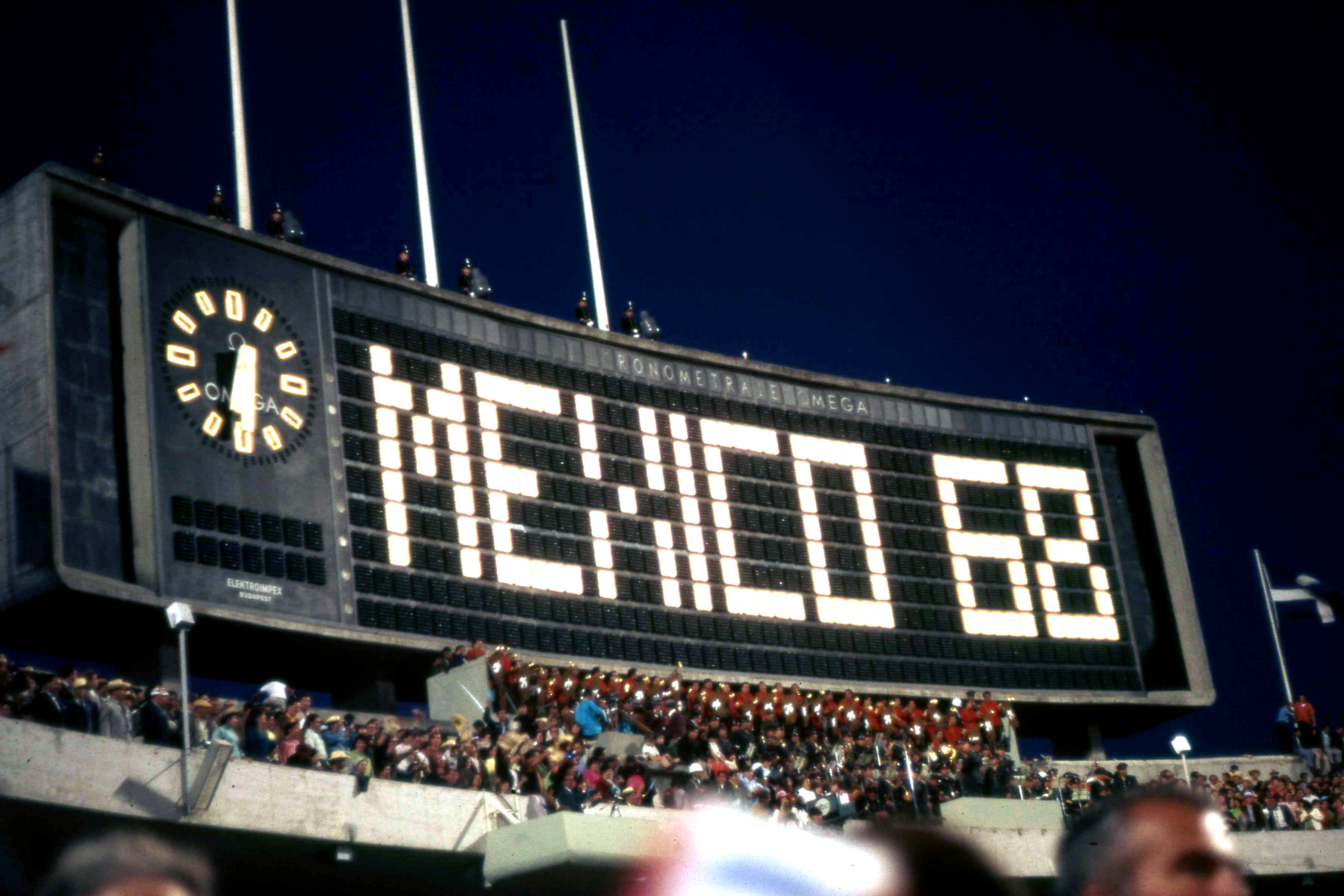
Zahajovací ceremoniál OH 1968

Mexiko vybojovalo třináct zlatých olympijských medaili. Dvě má jezdec na koni Humberto Mariles (1948), po jedné pak skokan do vody Joaquín Capilla (1956), boxeři Antonio Roldán a Ricardo Delgado (oba 1968), plavec Felipe Muñoz (1968), chodci Daniel Bautista (1976), Ernesto Canto a Raúl González (oba 1984), vzpěračka Soraya Jiménezová (2000), taekwondisté Guillermo Pérez a María Espinozová (oba 2008). Zatím poslední zlato vybojoval fotbalový tým na olympijských hrách v Londýně roku 2012. Mexičtí sportovci reprezentují svoji zemi nejen na Olympijských hrách, ale i na regionálních Středoamerických a karibských hrách či Panamerických hrách.
Mexická fotbalová reprezentace se účastní Zlatého poháru CONCACAF, který desetkrát vyhrála. Od roku 1993 hraje občas též soutěž Copa América, tedy mistrovství Jižní Ameriky (dvakrát byla ve finále). Na světovém šampionátu se Mexičané dostali nejdále do čtvrtfinále (1970, 1986). V roce 1999 vyhráli Konfederační pohár. V evropských soutěžích se prosadili hráči jako Javier Hernández, Rafael Márquez či Hugo Sánchez.
V některých regionech Mexika je populární baseball, někteří Mexičané se prosadili i v americké Major League, jako například Fernando Valenzuela. Podobně se v americké National Football League prosadil mexický hráč amerického fotbalu Raul Allegre. Basketbalista Manuel Raga, zvaný „Létající Mexičan“, vyhrál s italským klubem Pallacanestro Varese třikrát Euroligu a jako jediný Mexičan byl uveden do Síně slávy Mezinárodní basketbalové federace. Tenista Rafael Osuna byl světovou jedničkou a v roce 1963 vyhrál Wimbledon. Závodní automobilový jezdec Pedro Rodríguez de la Vega vyhrál vytrvalostní závod 24 hodin Le Mans. Lorena Ochoaová byla golfovou světovou jedničkou. Ana Guevaraová je mistryní světa v atletice v běhu na 400 metrů z roku 2003.
Mexiko se v minulosti již několikrát stalo hostitelskou zemí mezinárodních sportovních akcí. Konaly se zde letní olympijské hry 1968, mistrovství světa ve fotbale 1970 a mistrovství světa ve fotbale 1986. Zdejší Grand Prix Mexika byla po 16 let součástí mistrovství světa Formule 1. Zdejší Velká Cena se opět vrátila v roce 2015, závodí se zde do současnosti. Nejznámějším mexickým jezdcem je Sergio “Checo” Pérez, který závodí za rakouský tým Red Bull Racing, se kterým vyhrál v roce 2022 pohár konstruktérů. Od ročníku 2004 je zdejší Mexická rallye součástí Mistrovství světa v rallye.
Tradičním národním sportem, s kořeny v 16. století, je charreada. Má blízko k americkému rodeu, které z ní zřejmě pochází. Často je provozována společně s býčími zápasy, které jsou v zemi také populární, vzhledem ke španělskému koloniálnímu dědictví. Podobným dědictvím je baskická pelota. Naopak původní indiánští obyvatelé provozovali míčovou hru zvanou tlachtli, jejíž pravidla se zcela nedochovala, je nicméně považována za nejstarší míčovou hru světa. Navazuje na ní patrně například hra ulama, kterou hrají dodnes některé indiánské komunity v mexickém státě Sinaloa. Z méně známých sportů je v Mexiku populární též pólo (Carlos Gracida patří k nejlepším pólistům historie) či raketbal.

## Věda

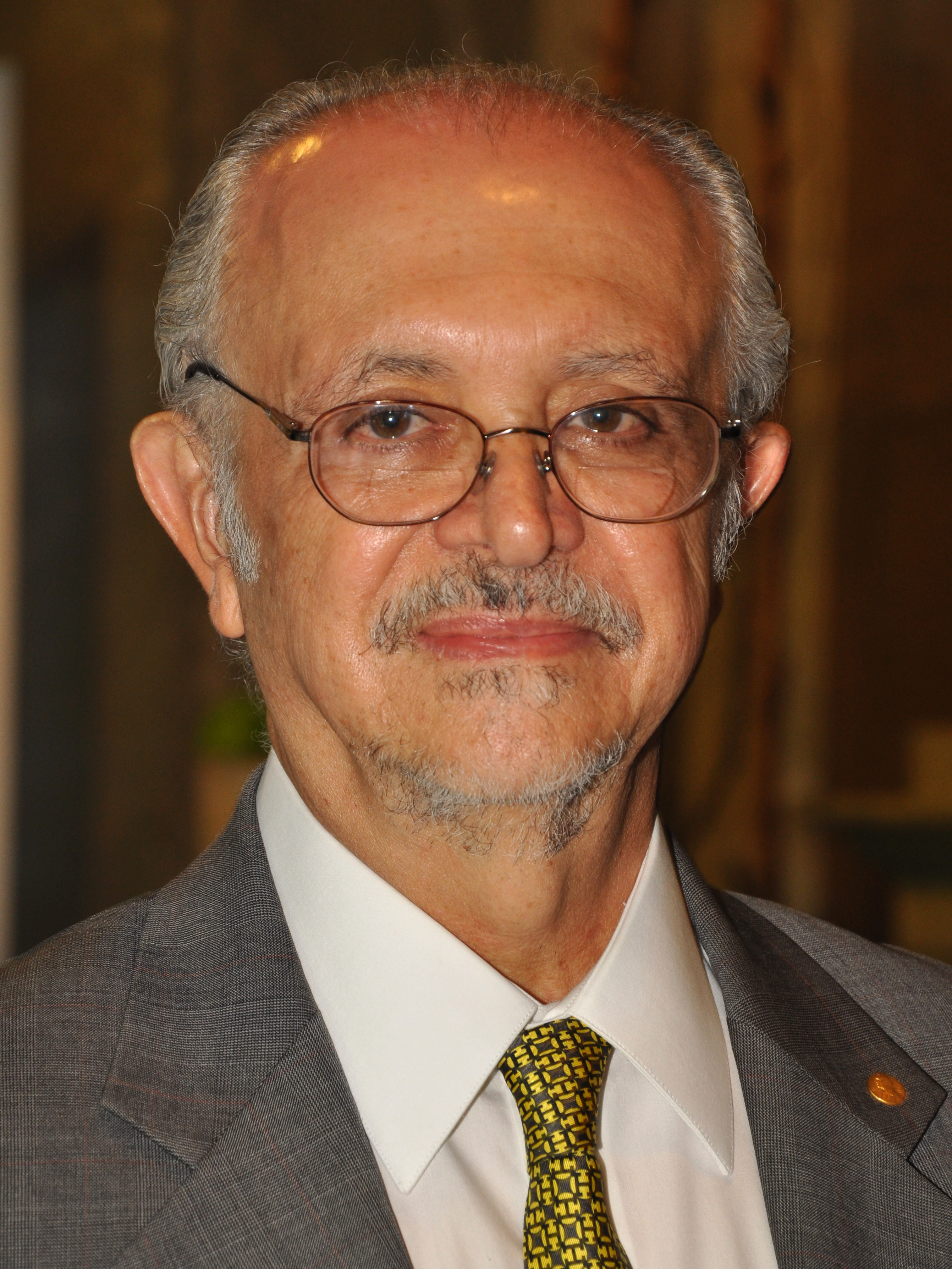
Mario Molina, nositel Nobelovy ceny

V Mexiku se narodil nositel Nobelovy ceny za chemii Mario J. Molina. Dostal ji roku 1995 za na odhalení příčin vzniku ozonové díry. Programátor Miguel de Icaza stál u zrodu projektů GNOME a Mono. V Mexiku se narodil také izraelský teoretický fyzik Ja'akov Bekenstein. Významným odborníkem v této oblasti je i Miguel Alcubierre, který navrhl Alcubierrův pohon (Warp), tedy hypotetický pohon kosmických lodí, který by jim měl být schopen udělit rychlost vyšší než je rychlost světla, a to za pomoci ohýbání prostoru gravitací. K prvním významným mexickým vědcům patřil Andrés Manuel del Río, jež roku 1801 objevil vanad. Významným chemikem byl i Henry Eyring či Luis Ernesto Miramontes, vynálezce jedné z prvních antikoncepčních pilulek.

## Mexický vzdělávací systém

### Průběh vzdělávání
V Mexiku je vzdělání chápáno jako veřejná služba, na kterou dohlíží stát prostřednictvím federálních a státních agentur, politik a různých institucí ve městech a obcích 32 států země.
V ústavě Spojených států mexických je zakotveno, že vzdělání poskytované státem je povinné, univerzální, inkluzivní, veřejné, bezplatné a sekulární.
Národní vzdělávací soustavu v Mexiku tvoří 3 stupně vzdělání - základní, střední a vyšší. Základní stupeň vzdělání je tvořen předškolním vzděláním, základním vzděláním (primaria) a sekundárním vzděláním (secundaria).
Základní stupeň vzdělání, od předškolního vzdělání až po vzdělání sekundární, je povinný a bezplatný.  Předškolní vzdělání probíhá od 3 do pěti let, základní vzdělání (primaria) probíhá od 6 do 12 let v šesti ročnících. Sekundární vzdělání (secundaria) probíhá od 12 do 16 let.
Střední stupeň vzdělání zahrnuje středoškolské vzdělání (bachillerato) a nebo odborné vzdělání, které bachillerato (středoškolský diplom) nevyžaduje.  Tento stupeň vzdělání probíhá od 17 let ve třech ročnících. 
Vyšší stupeň vzdělání se vyučuje po středním stupni vzdělání (bachillerato) nebo po jeho ekvivalentu. Zahrnuje jednak bakalářský stupeň studia, jednak magisterský a doktorský stupeň studia, ale i specializační a technické studium. 
Bakalářské studium trvá 4-5 let, magisterské studium 2 roky a doktorské studium 4-5 let.  Specializační studium může trvat od jednoho roku po pět let a technické studium, které nahrazuje bakalářské studium, trvá 2-3 roky.  Technické a specializační studium zprostředkovává technické a technologické dovednosti a schopnosti specifické pro řemeslo nebo profesi.  K magisterskému nebo doktorskému studiu je nutné mít bakalářské studium. 

### Obecná data
Data uvedená v této kapitole jsou založená na čtyřech zprávách publikovaných Institutem Národního statistického úřadu (INEGI) a Národním institutem pro hodnocení vzdělávání (INEE) z let 2015 až 2018.

#### Pedagogové
Obecně v mexickém vzdělávacím systému je více než 50% pedagogických pracovníků ženského pohlaví.
Situace se ale liší v různých úrovních vzdělání. V základním vzdělání je téměř 70% pedagogických pracovníků ženského pohlaví, přičemž v sekundárním vzdělání a ve středním stupni vzdělání se podíl žen - pedagožek blíží 50%.
Průměrný věk mexických učitelů je téměř 41 let. Nejmladší jsou učitelé v základním vzdělání.
Přibližně 20 % učitelů v základním vzdělání nemá bakalářský titul, u sekundárního vzdělání nemá bakalářský titul 10 % učitelů a ve středním stupni vzdělání 8 %.
Významný počet učitelů (20 % v základním vzdělání, 60 % v sekundárním vzdělání a 40 % ve středním stupni vzdělání) uvádí, že neučí předměty, které mají vystudované.
Problémem mexického školství jsou časté pozdní příchody učitelů a jejich častá absence. Podle ředitelů se tento problém týká více sekundárního vzdělání než základního vzdělání. V sekundárním vzdělání dle dat alespoň jednou týdně přichází pozdě 22 % učitelů a něco přes 15 % chybí. Na základní škole je problém menší, tato čísla jsou 5 % a 2 %.

#### Velikost škol
V průměru školy základního vzdělání v Mexiku mají 195 žáků, v sekundárním vzdělání 246 a ve středním stupni vzdělání 380. Počet žáků ve třídě je u základního vzdělání průměrně 26 žáků, v sekundárním vzdělání 30 žáků a ve středním stupni vzdělání 34 žáků.

### Mexické školství z pohledu veřejných politik

#### Kontrola vzdělávání
Pravidelné hodnocení úrovně vzdělávání provádí Národní institut hodnocení vzdělávání (INEE).  V Mexiku existují i organizace specializované na garantování a akreditaci kvality vzdělávacích institucí a vysokoškolských akademických programů. Mezi takové organizace patří: Interinstitucionální výbory pro hodnocení vysokého školství (CIEES), Rada pro akreditaci vysokého školství (COPAES) pro bakalářské úrovně; Federace soukromých mexických institucí vysokého školství (FIMPES), která podporuje a doprovází akreditační procesy soukromých institucí a Národní rada pro vědu a technologii (CONACyT) pro postgraduální studium v rámci National Quality Postgraduate Program (PNPC). 

#### Úspěchy a výzvy vzdělávání
Mexiku se v posledních letech v oblasti vzdělávání podařilo několik úspěchů. Došlo ke zvýšení úrovně vzdělání obyvatel nad 15 let, ke zvýšení školní docházky na všech úrovních vzdělávání a také ke snížení negramotnosti.
Navzdory tomu, že v roce 1990 bylo 12,4% obyvatel starších 15 let negramotných, v roce 2015 negramotných obyvatel starších 15 let bylo 5,5%.
Přesto, že je tedy znatelný obecný pokrok Mexika v tomto směru, mezi různými skupinami obyvatel se tento vzdělávací ukazatel liší.
Žáci ze znevýhodněného socioekonomického prostředí mají obecně horší podmínky ve školách, které navštěvují.
Přibližně jedna z 10 předškolních a základních škol, které žáci ze znevýhodněného socioekonomického prostředí navštěvují, nemá toaletu přesto, že jde o základní hygienickou podmínku.
Některé mexické školy postrádají vybavení jako je knihovna, sportoviště, laboratoře, počítačová učebna nebo samotné připojení k internetu.

#### Problematika studijních výsledků
Socioekonomický status studentů souvisí i s jejich studijními výsledky.
Nejvyšší studijní výsledky jsou pozorovány u studentů z privilegovaných sociálních vrstev, naproti tomu u studentů ze znevýhodněného socioekonomického prostředí jsou pozorovány výsledky nejhorší
Problematické jsou obecně studijní výsledky mexických žáků v jazykových dovednostech a matematice.
Na konci povinné školní docházky každý třetí student neovládá jazykové dovednosti s ohledem na čtení s porozuměním a každý třetí student také neovládá základní matematiku.

### Vzdělávací politika
Ke zlepšení studijních výsledků a tím i ke zlepšení kvality vzdělávání je důležité školám poskytnout dostatečné vybavení a dbát na vzdělávací postupy. Zaprvé, vzdělávací politika by měla být zaměřená primárně na předškolní vzdělávání, které má vliv na další rozvoj žáka.Zadruhé by se vzdělávací politika měla zaměřit na zlepšení kvality výuky, například začleněním školení pro pedagogy nebo zlepšení pracovních a platových podmínek pedagogů. To by mělo k výkonu práce přilákat kvalifikovanější z nich. Třetím cílem vzdělávací politiky je usnadnění přechodu studenta na pracovní trh navržením absolventského profilu každé úrovně vzdělání.